# Saison 8 d'American Horror Story
 (septembre 2018).
Si vous disposez d'ouvrages ou d'articles de référence ou si vous connaissez des sites web de qualité traitant du thème abordé ici, merci de compléter l'article en donnant les références utiles à sa vérifiabilité et en les liant à la section « Notes et références ».
Chronologie
Saison 7 : Cult Saison 9 : 1984
Cet article traite de la huitième saison de la série d’anthologie horrifique American Horror Story : Apocalypse.

## Synopsis
À la suite de l’Apocalypse nucléaire, une élite formée scrupuleusement à partir de l'ADN de ses membres survit du monde dans des avant-gardes sécurisées créées par la mystérieuse Coopérative. Sur la côte ouest américaine, Wilhemina Venable et Miriam Mead dirigent l'Avant-garde 3 d’une main de fer, punissant violemment ceux qui désobéissent aux ordres ou qui transgressent les règles imposées par les deux femmes.
Un groupe de 4 survivants composé de Mr. Gallant, Coco St. Pierre Vanderbilt, Mallory et Evie Gallant rejoignent l'Avant-garde 3 après avoir assisté à l'Apocalypse depuis leur avion qui s'est écrasé quelques instants plus tard.
En parallèle, Timothy Campbell et Emily, deux adolescents arrachés à leur famille en raison de leur patrimoine génétique, sont conduits à l'avant-garde, où ils trouvent d'autres survivants comme Dinah Stevens, son fils André et Stu, le compagnon d'André.
L'arrivée inattendue de Michael Langdon, un représentant de la Coopérative déterminé à sauver la société avec un paradis secret, jette leur ordre dans le chaos. Cependant, sous la surface du salut de l’humanité se trouve un champ de bataille pour le conflit final entre le bien et le mal.

## Distribution

### Acteurs principaux
- Sarah Paulson (VF : Mélody Dubos) : Cordelia Goode (épisodes 3 à 5 et 7 à 10)
  - Wilhemina Venable (épisodes 1 à 3 et 7, 8 et 10)
  - Billie Dean Howard (épisode 6)
- Evan Peters (VF : Hervé Grull) : Malcolm Gallant (épisodes 1 à 3 et 10)
  - James Patrick March (épisode 4)
  - Tate Langdon (épisode 6)
  - Jeff Pfister (épisodes 8, 9 et 10)
- Adina Porter (VF : Laura Zichy) : Dinah Stevens
- Billie Lourd (VF : Sarah Marot) : Mallory
- Leslie Grossman (VF : Julie Turin) : Coco St. Pierre Vanderbilt
- Cody Fern (VF : Maxime Baudouin) : Michael Langdon
- Emma Roberts (VF : Marie Facundo) : Madison Montgomery
- Cheyenne Jackson (VF : Damien Ferrette) : John Henry Moore
- Kathy Bates (VF : Denise Metmer) : Miriam Mead (épisodes 4 à 7)
  - Miriam Mead 2.0 (épisodes 1 à 3 et 8 à 10)
  - Marie-Delphine LaLaurie (épisode 10)

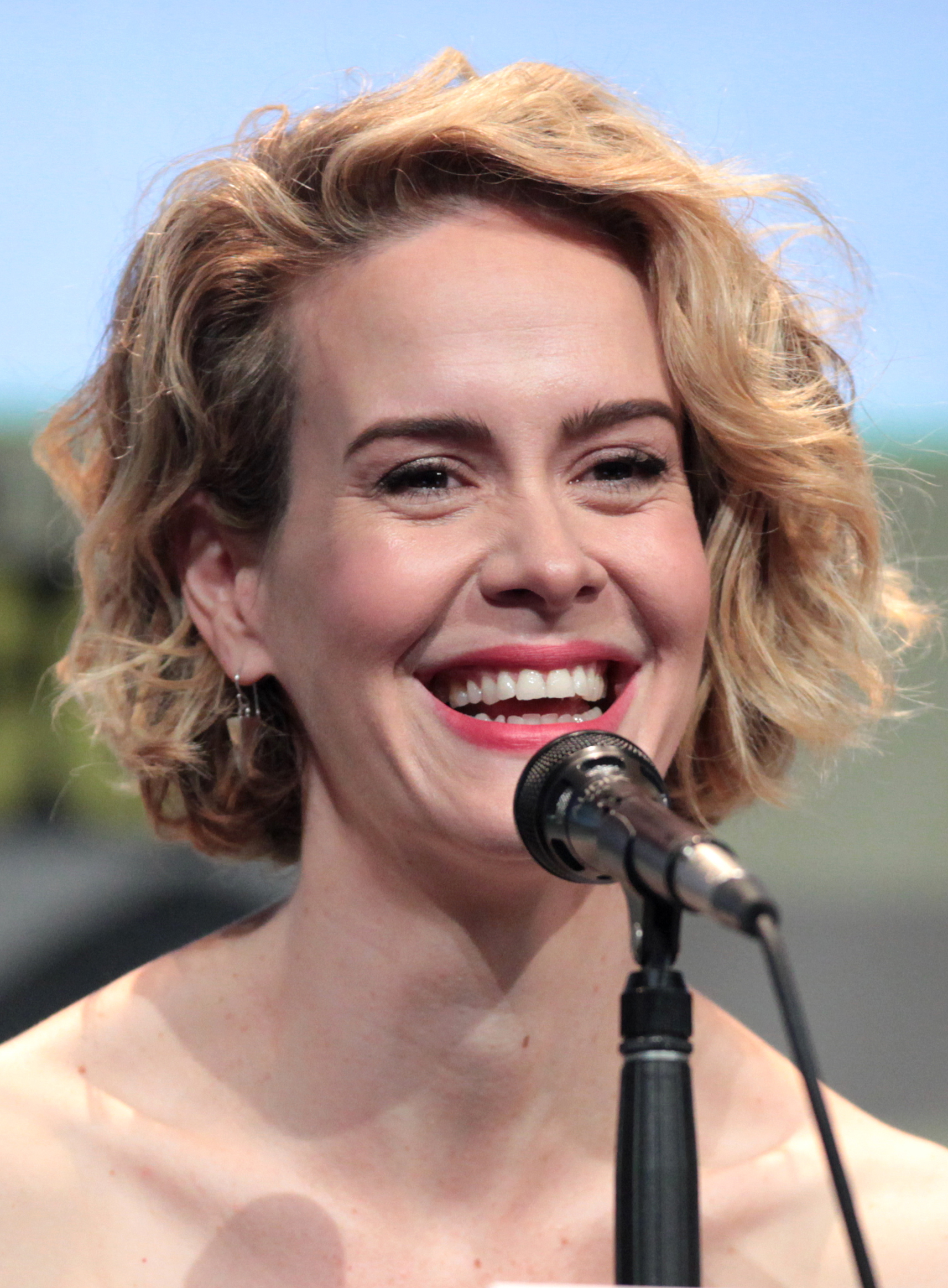
Sarah Paulson dans les rôles de Wilhemina Venable, Cordelia Goode et Billie Dean Howard
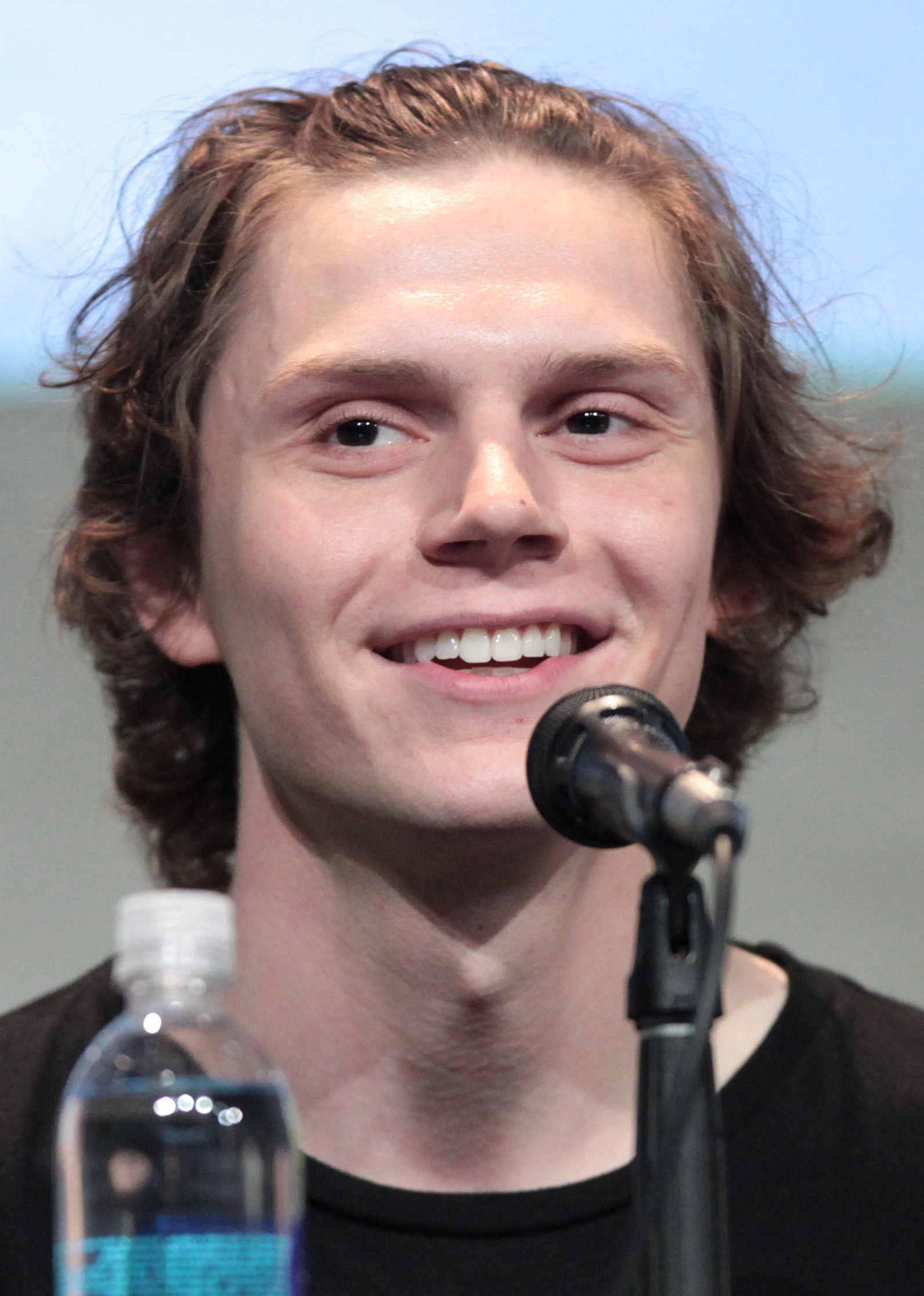
Evan Peters dans les rôles de Gallant, James Patrick March, Tate Langdon et Jeff Pfister
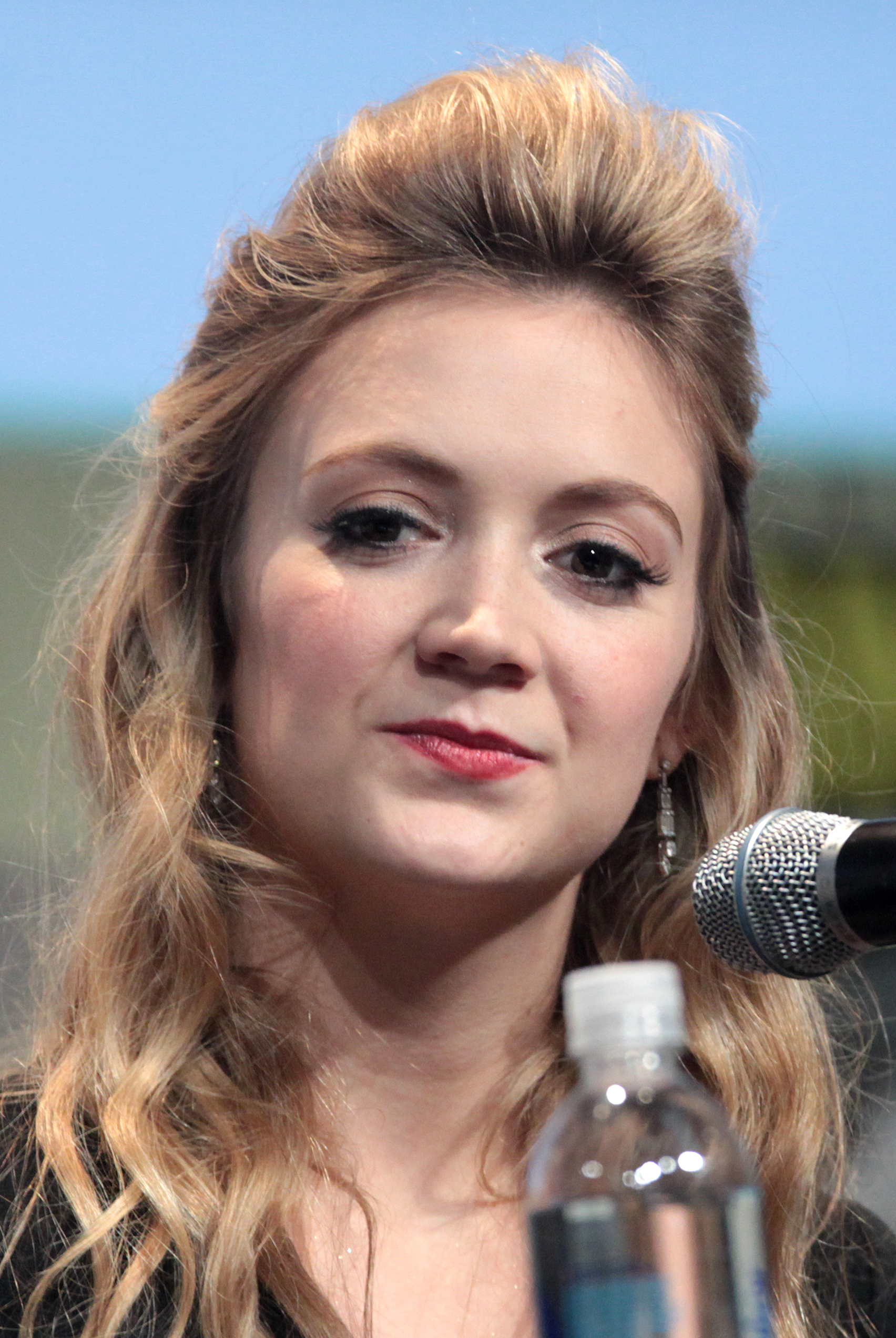
Billie Lourd dans le rôle de Mallory
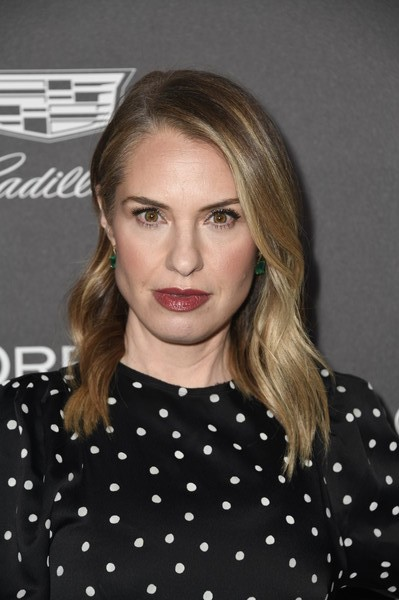
Leslie Grossman dans le rôle de Coco St. Pierre Vanderbilt
Cody Fern dans le rôle de Michael Langdon
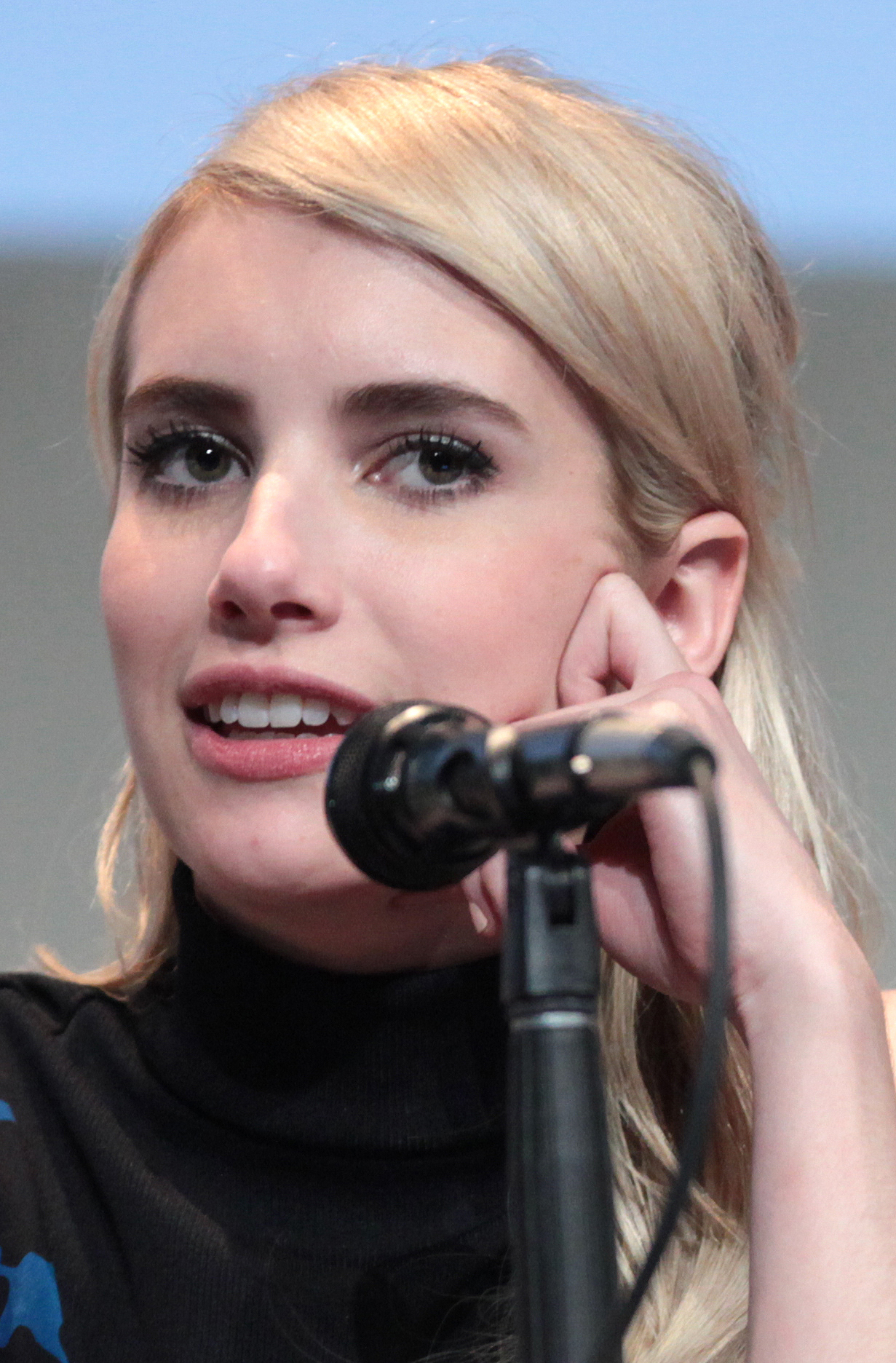
Emma Roberts dans le rôle de Madison Montgomery
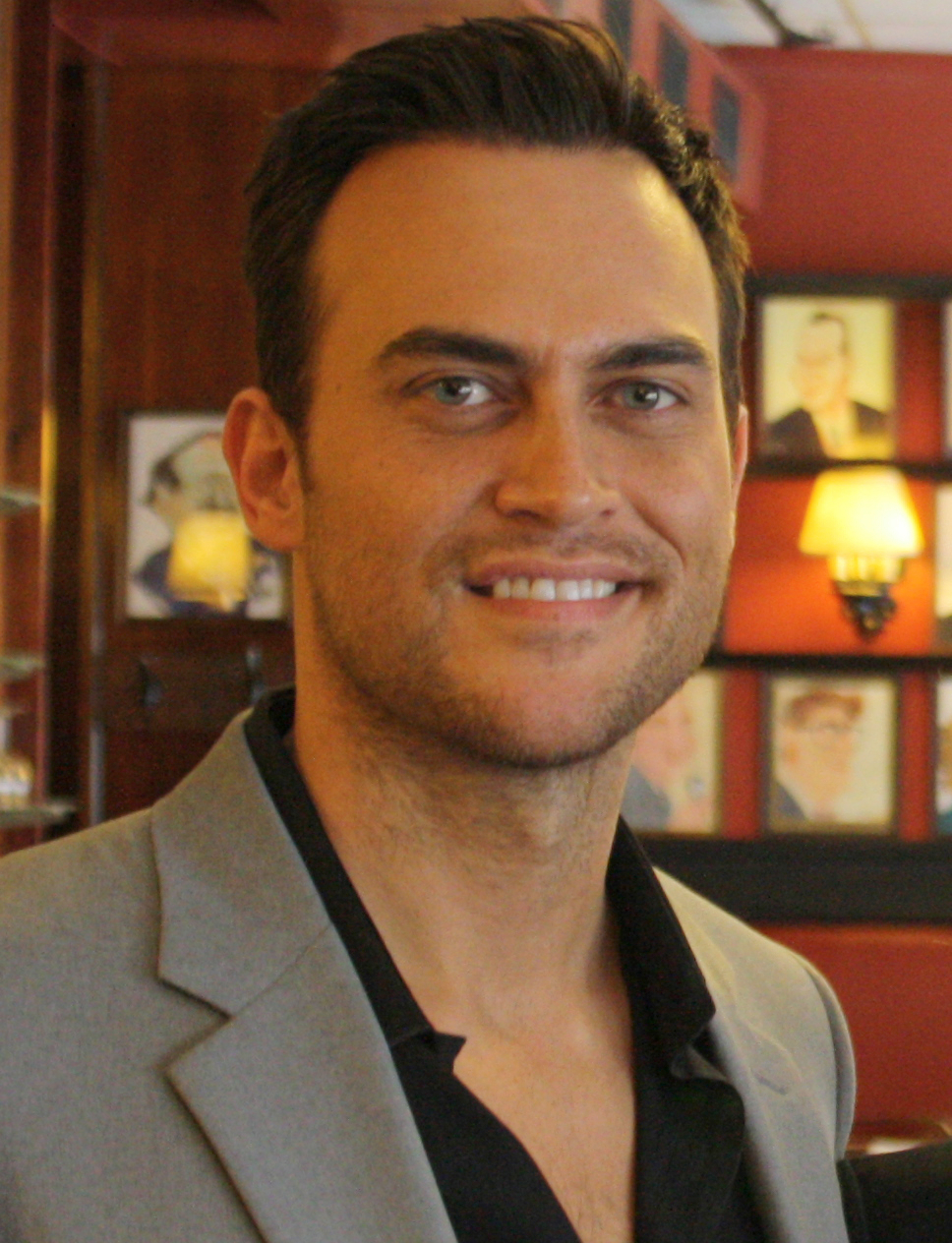
Cheyenne Jackson dans le rôle de John Henry Moore
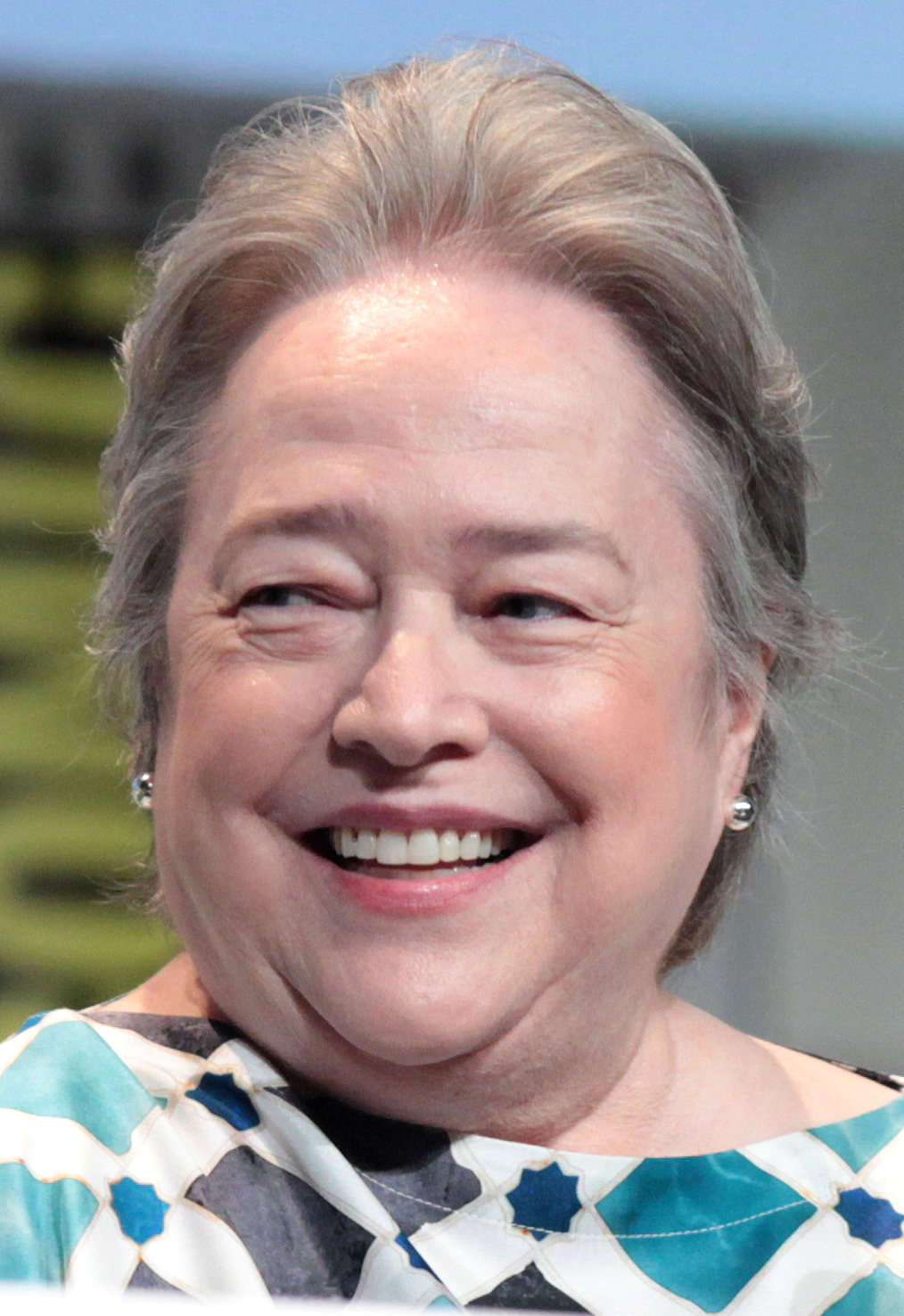
Kathy Bates dans les rôles de Miriam Mead 2.0 / Miriam Mead et Marie-Delphine LaLaurie

### Acteurs récurrents
- Frances Conroy (VF : Anne Rochant) : Myrtle Snow (épisodes 3 à 5 et 7 à 10)
  - Moira O'Hara (épisode 6)
- Taissa Farmiga (VF : Jessica Barrier) : Zoe Benson (épisodes 4, 5, 7, 9 et 10)
  - Violet Harmon (épisode 6)
- Gabourey Sidibe (VF : Fily Keita) : Queenie (épisodes 4, 5, 7, 9 et 10)
- Billy Eichner (VF : Fabrice Lelyon) : Brock (épisodes 1, 3 et 10)
  - Mutt Nutter (épisodes 8, 9 et 10)
- Joan Collins (VF : Michèle Bardollet) : Evie Gallant (épisodes 1 et 2)
  - Bubbles McGee (épisodes 7 et 9)
- Billy Porter (VF : Mike Fédée) : Behold Chablis
- Jon Jon Briones (VF : Fabien Jacquelin) : Ariel Augustus
- B.D. Wong (VF : Xavier Fagnon) : Baldwin Pennypacker
- Kyle Allen (VF : Martin Faliu) : Timothy Campbell
- Ash Santos (VF : Julia Boutteville) : Emily Campbell
- Jeffrey Bowyer-Chapman (VF : Antoine Fleury) : André Stevens
- Erika Ervin (VF : Anne Broussard) : La Poigne

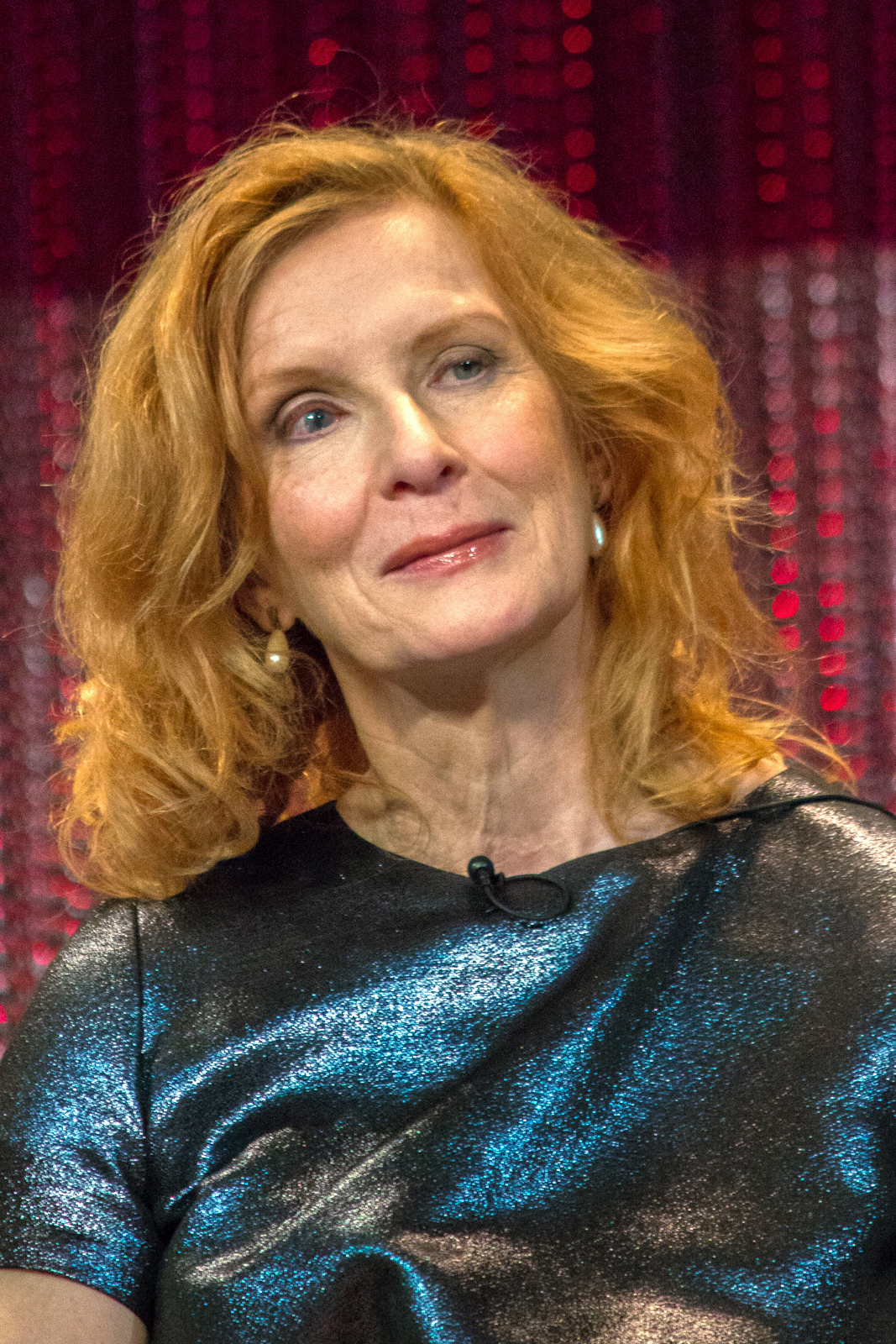
Frances Conroy dans les rôles de Myrtle Snow et Moira O'Hara
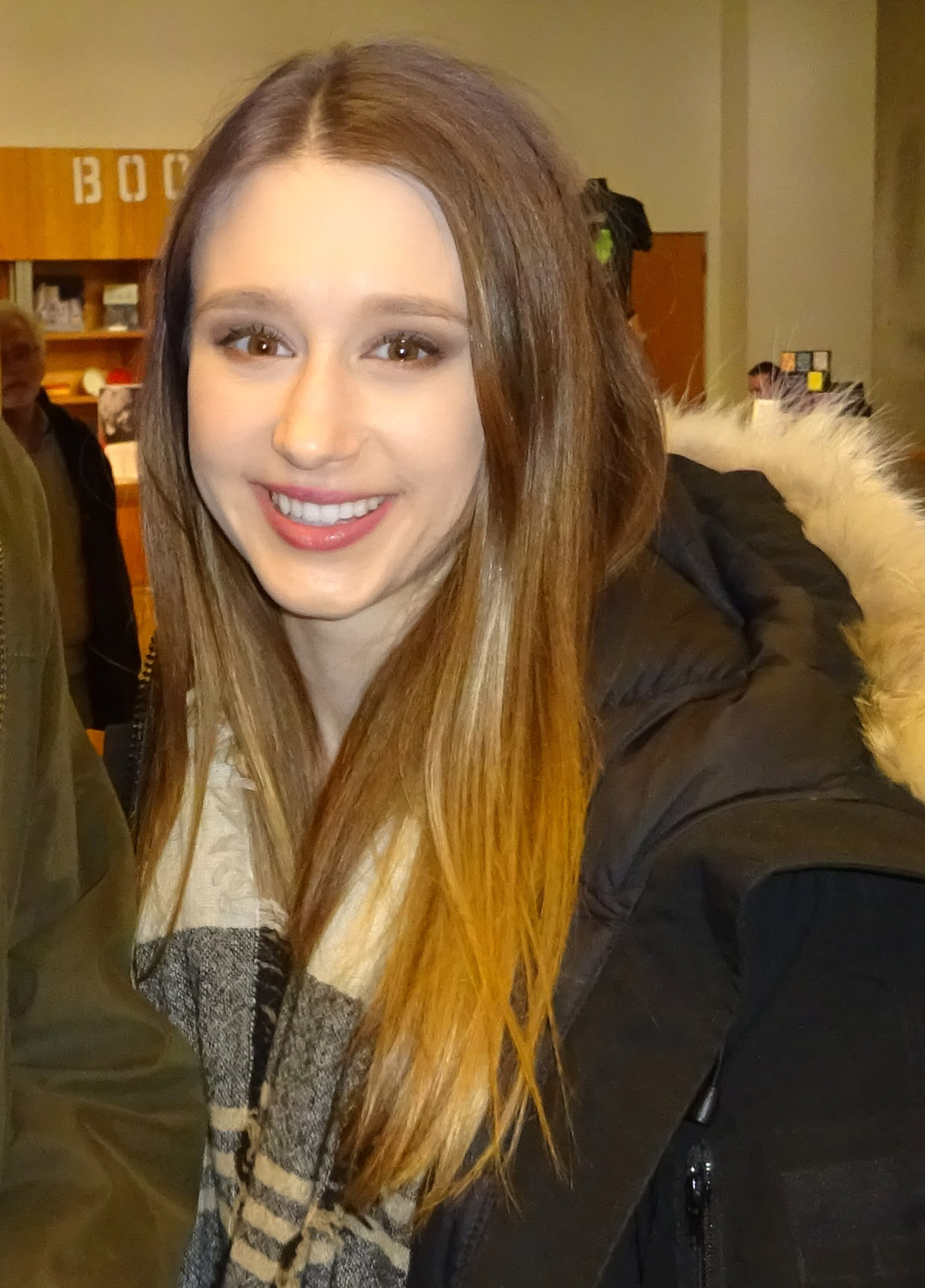
Taissa Farmiga dans les rôles de Zoe Benson et Violet Harmon
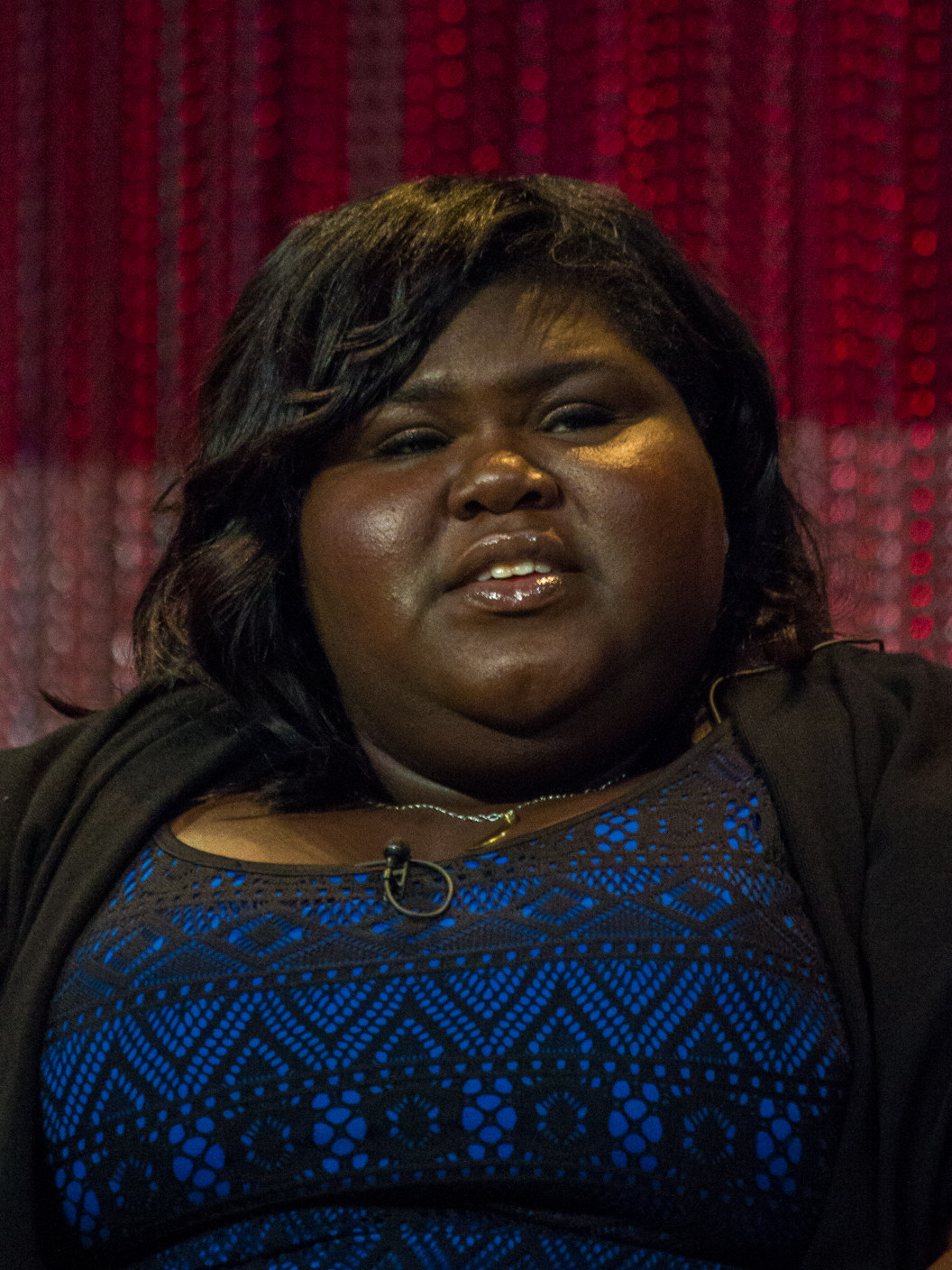
Gabourey Sidibe dans le rôle de Queenie
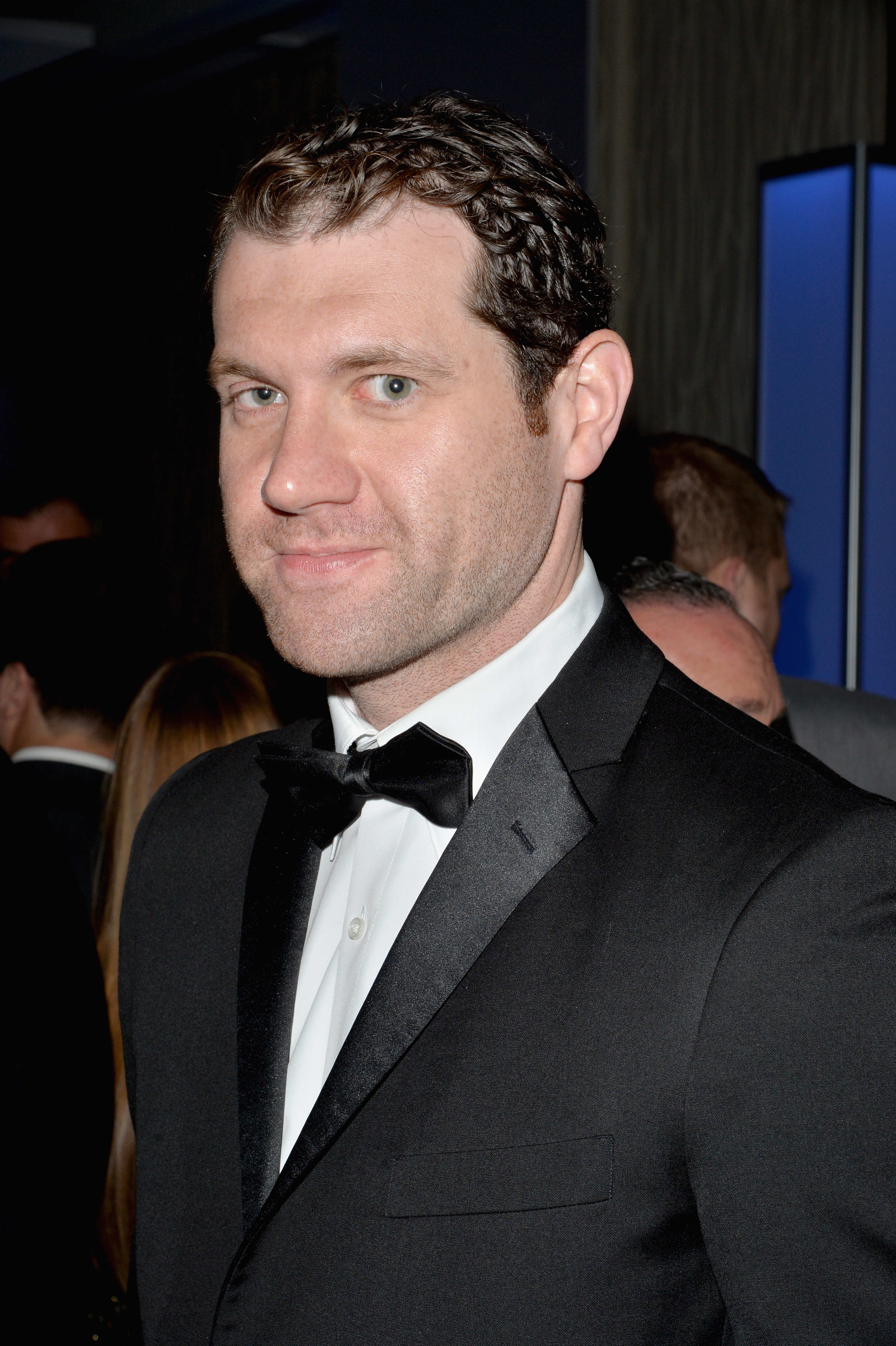
Billy Eichner dans les rôles de Brock et Mutt Nutter
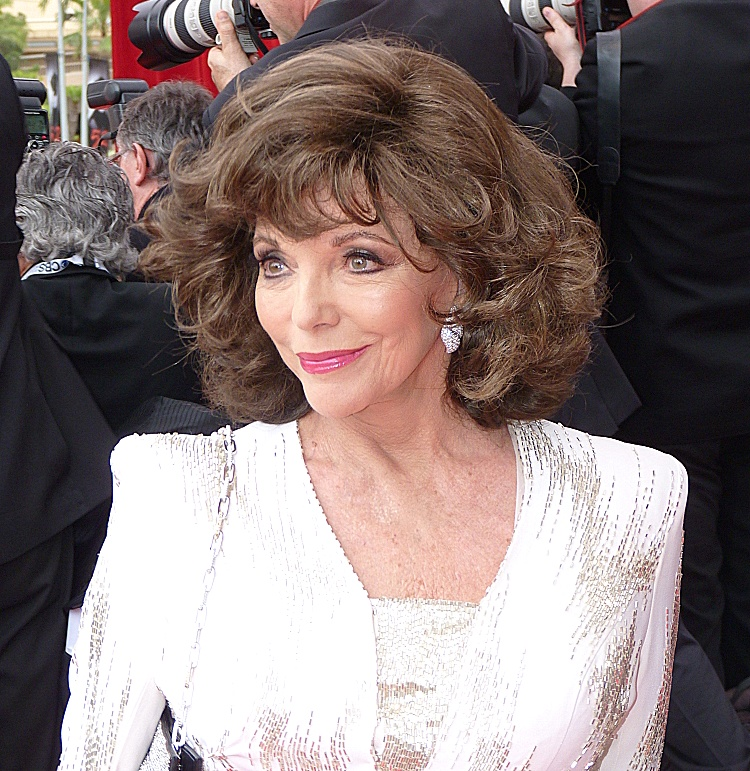
Joan Collins dans les rôles d'Evie Gallant et Bubbles McGee
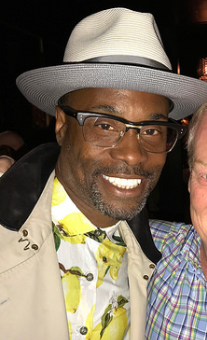
Billy Porter dans le rôle de Behold Chablis
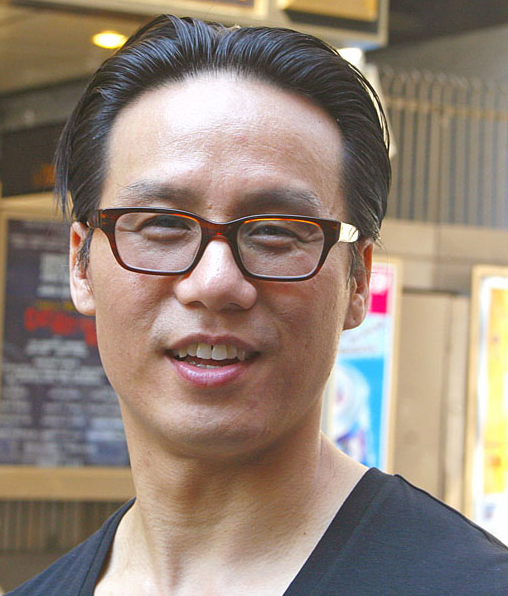
B.D. Wong dans le rôle de Baldwin Pennypacker
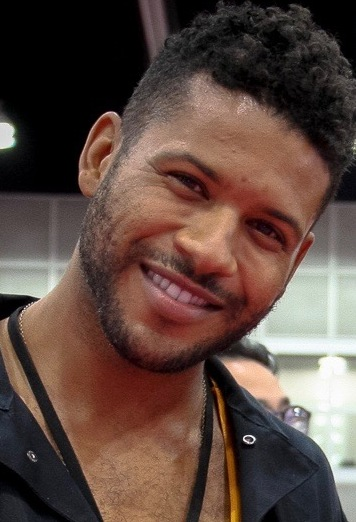
Jeffrey Bowyer-Chapman dans le rôle d'André Stevens
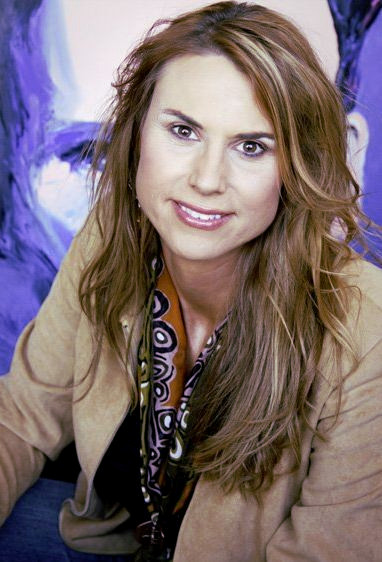
Erika Ervin dans le rôle de La Poigne

### Invités spéciaux
- Stevie Nicks (VF : Isabelle Leprince) : Elle-même (épisode 5)
- Lily Rabe (VF : Anne O'Dolan) : Misty Day (épisodes 5 et 10)
- Connie Britton (VF : Emmanuelle Bondeville) : Vivien Harmon (épisode 6)
- Dylan McDermott (VF : Xavier Fagnon) : Dr. Benjamin « Ben » Harmon (épisode 6)
- Jessica Lange (VF : Béatrice Delfe) : Constance Langdon (épisodes 6 et 10)
- Naomi Grossman (VF : Cécile Marmorat) : Samantha Crowe (épisodes 6 et 10)
- Lance Reddick (VF : Daniel Lobé) : Papa Legba (épisode 7)
- Jamie Brewer (VF : Brigitte Lecordier) : Nan (épisodes 7 et 10)
- Angela Bassett (VF : Maïk Darah) : Marie Laveau (épisode 10)

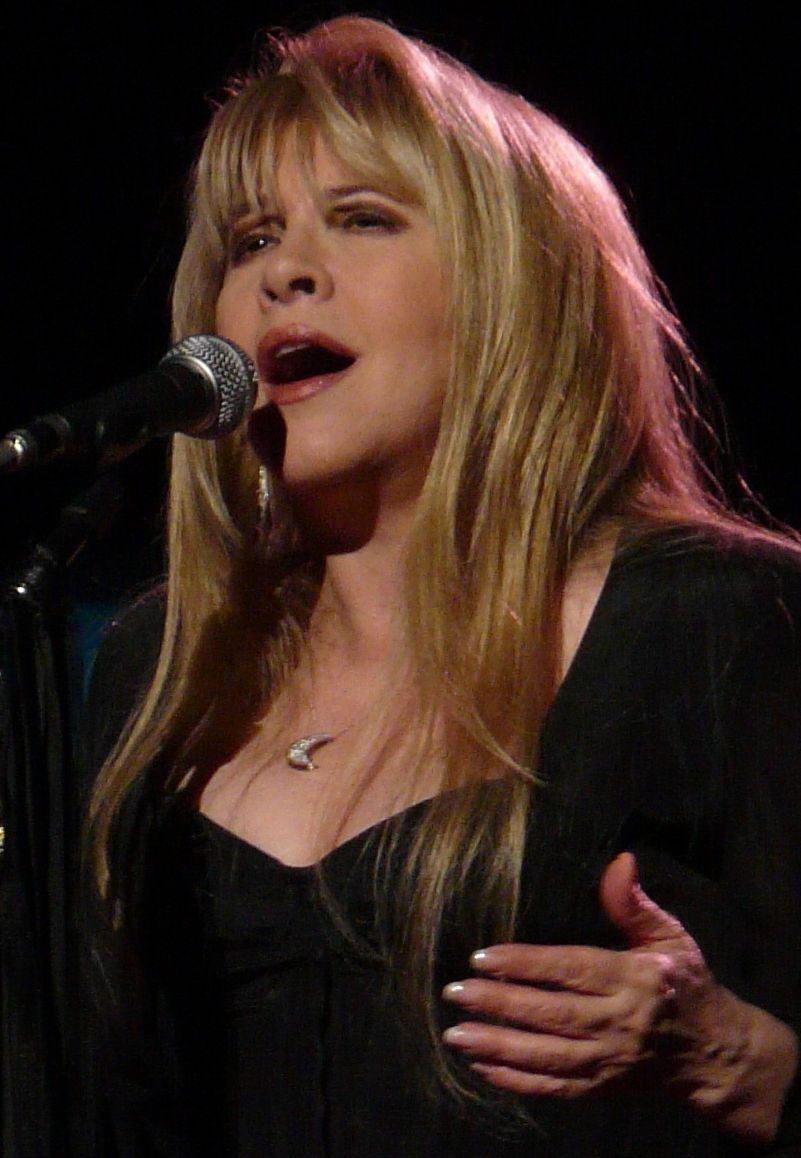
Stevie Nicks dans son propre rôle
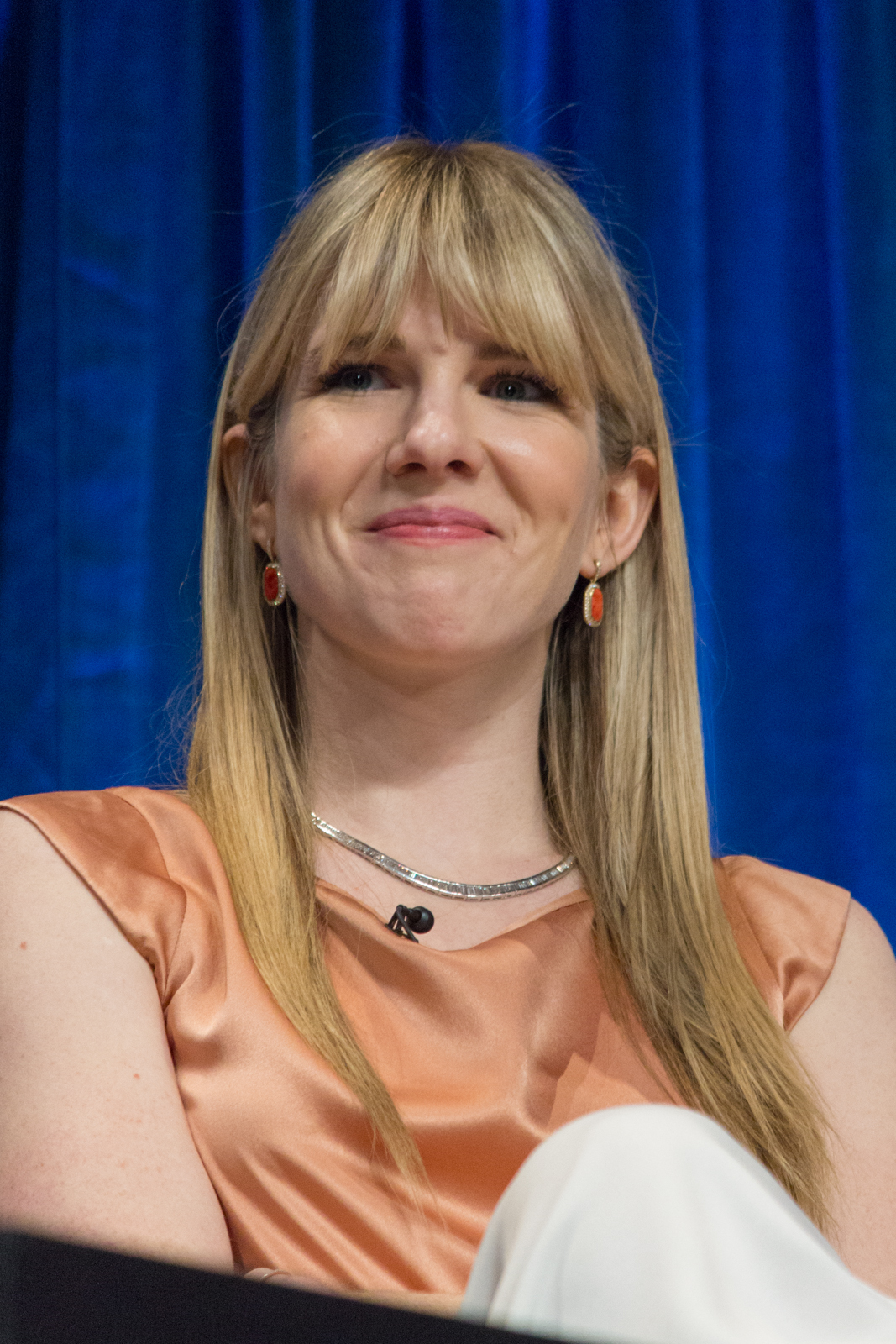
Lily Rabe dans le rôle de Misty Day
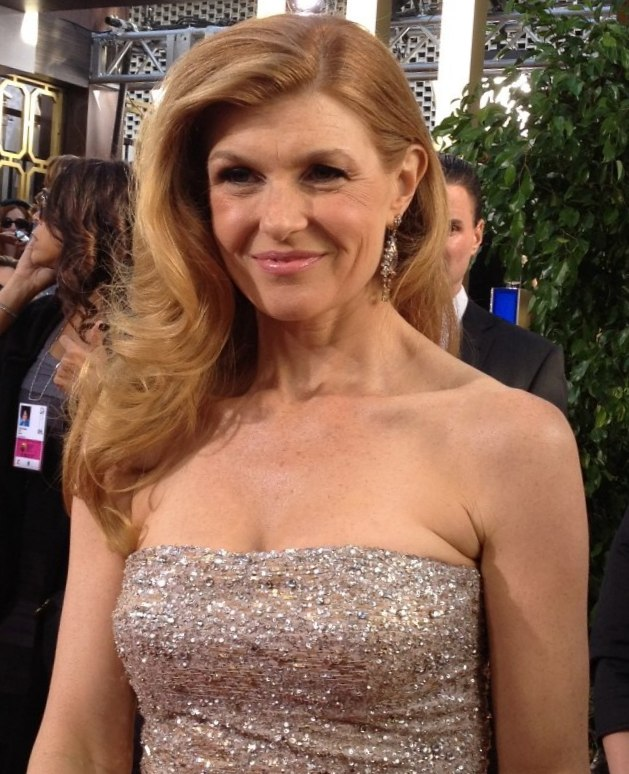
Connie Britton dans le rôle de Vivien Harmon
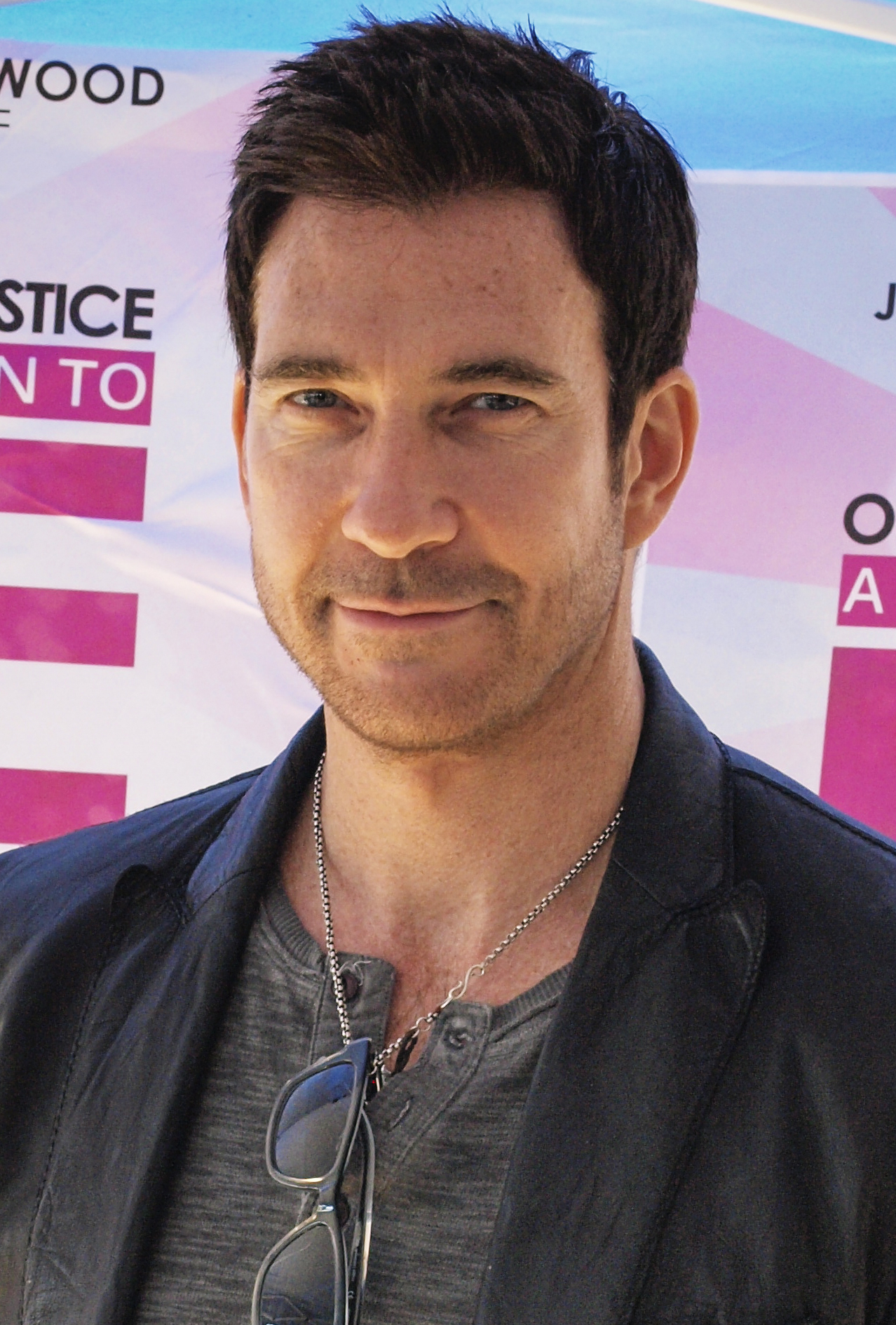
Dylan McDermott dans le rôle du Dr. Ben Harmon
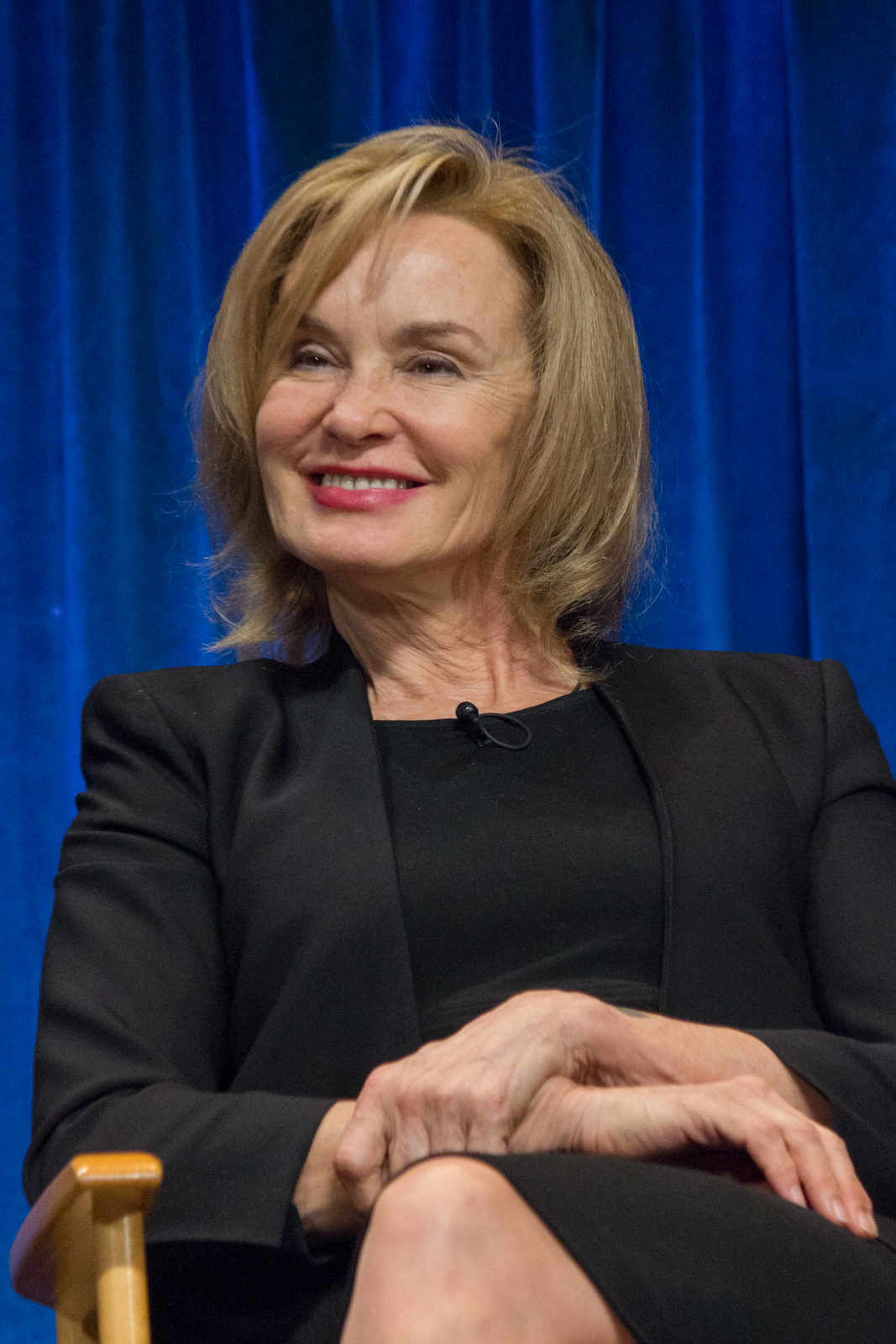
Jessica Lange dans le rôle de Constance Langdon
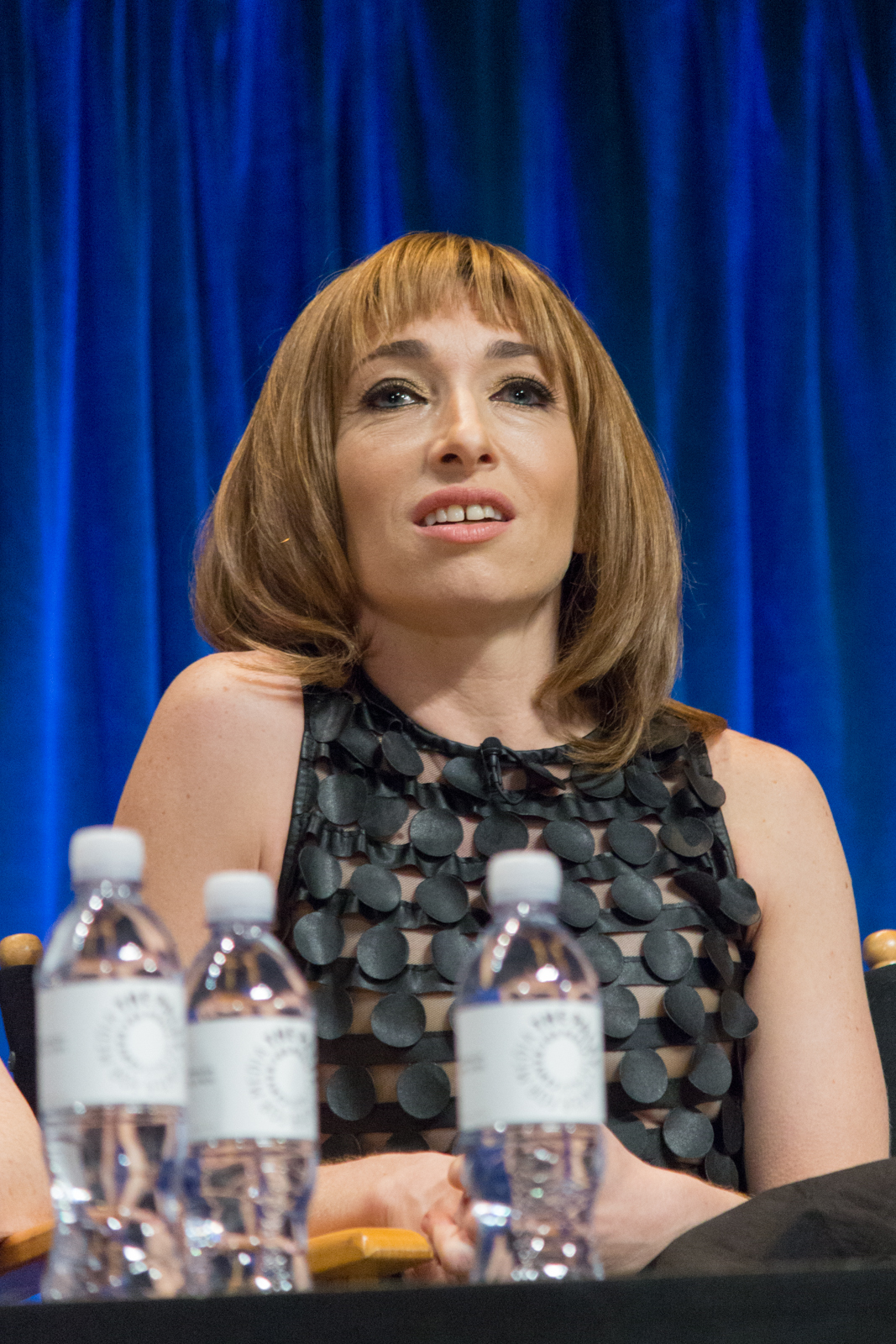
Naomi Grossman dans le rôle de Samantha Crowe
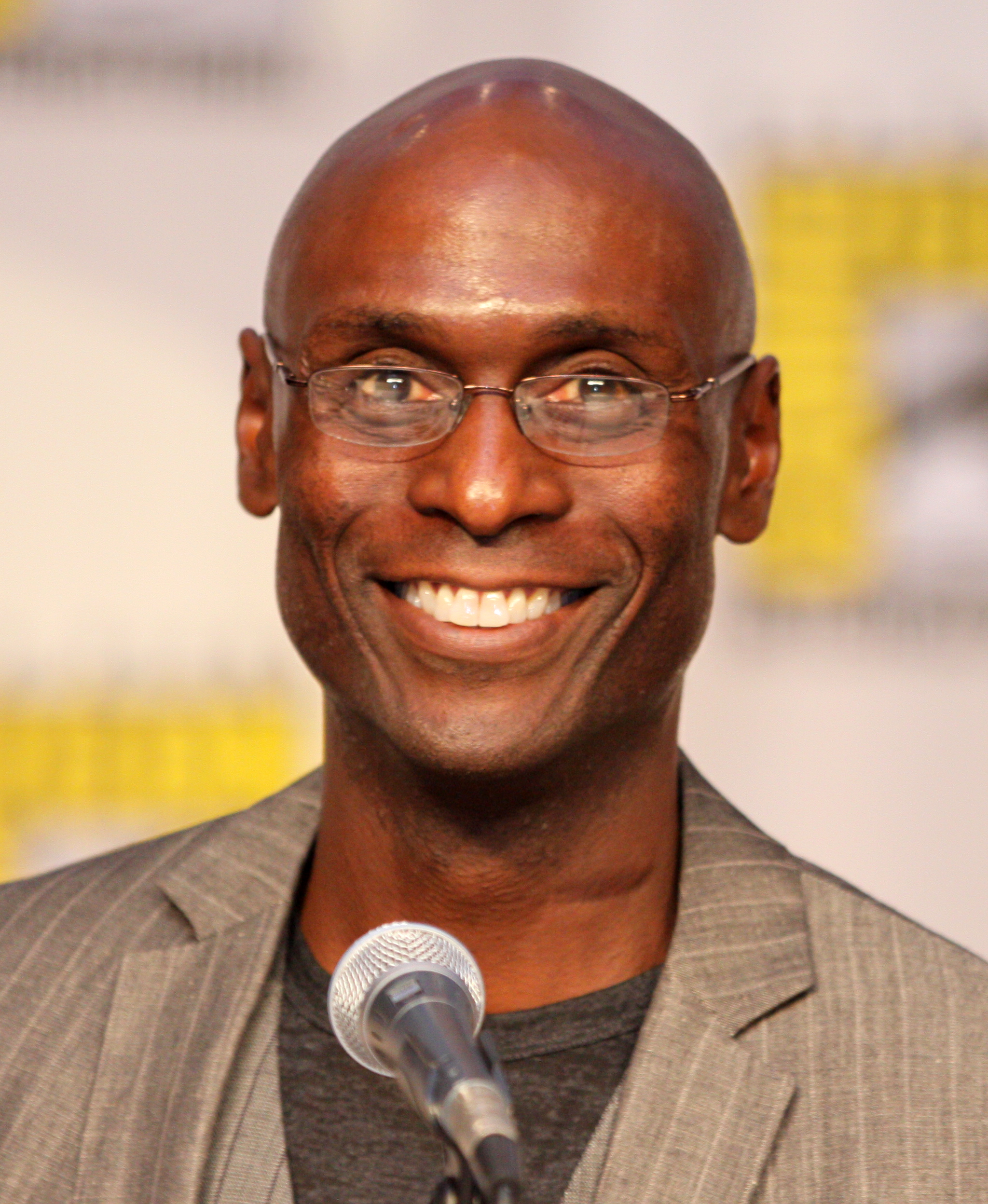
Lance Reddick dans le rôle de Papa Legba
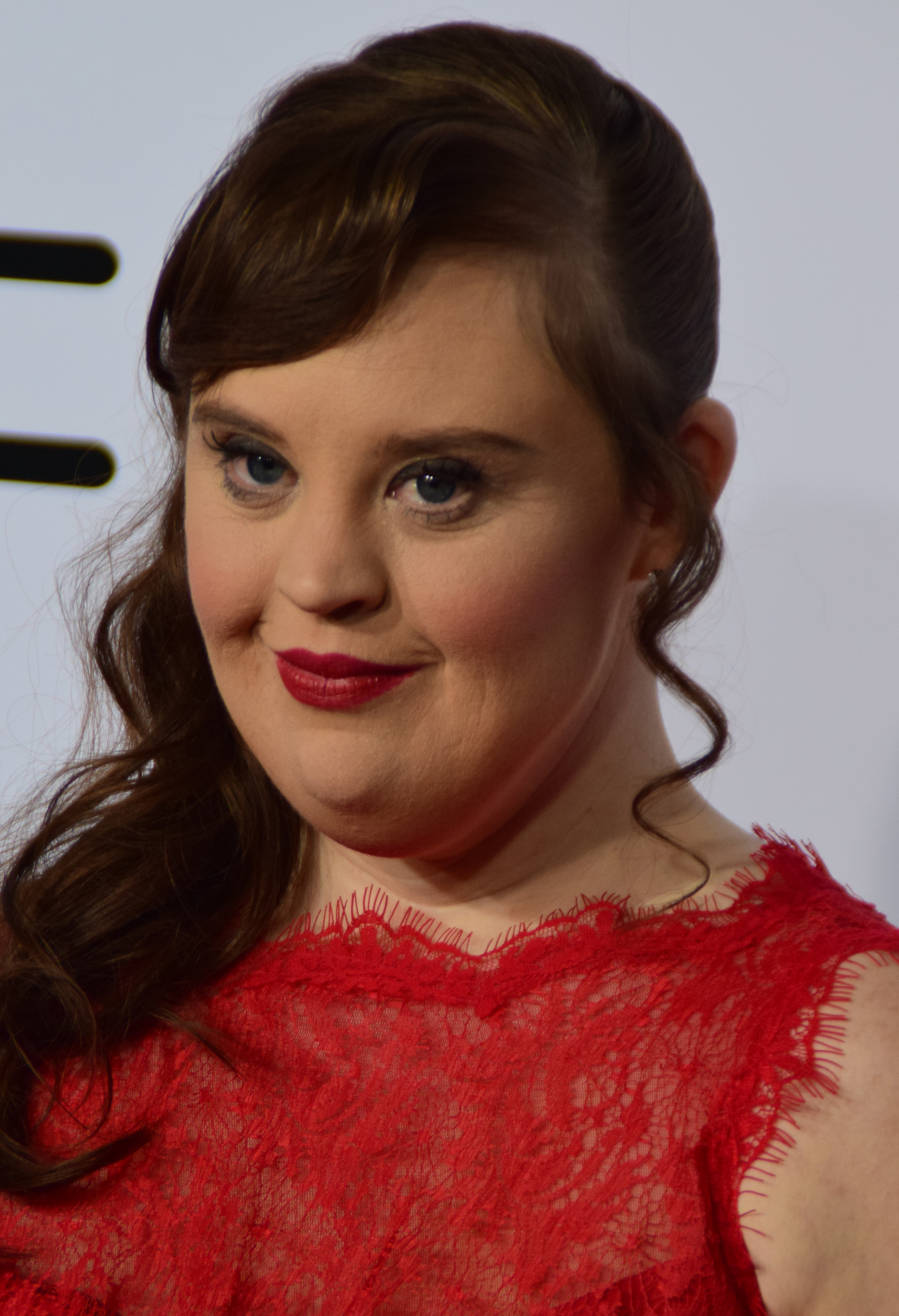
Jamie Brewer dans le rôle de Nan
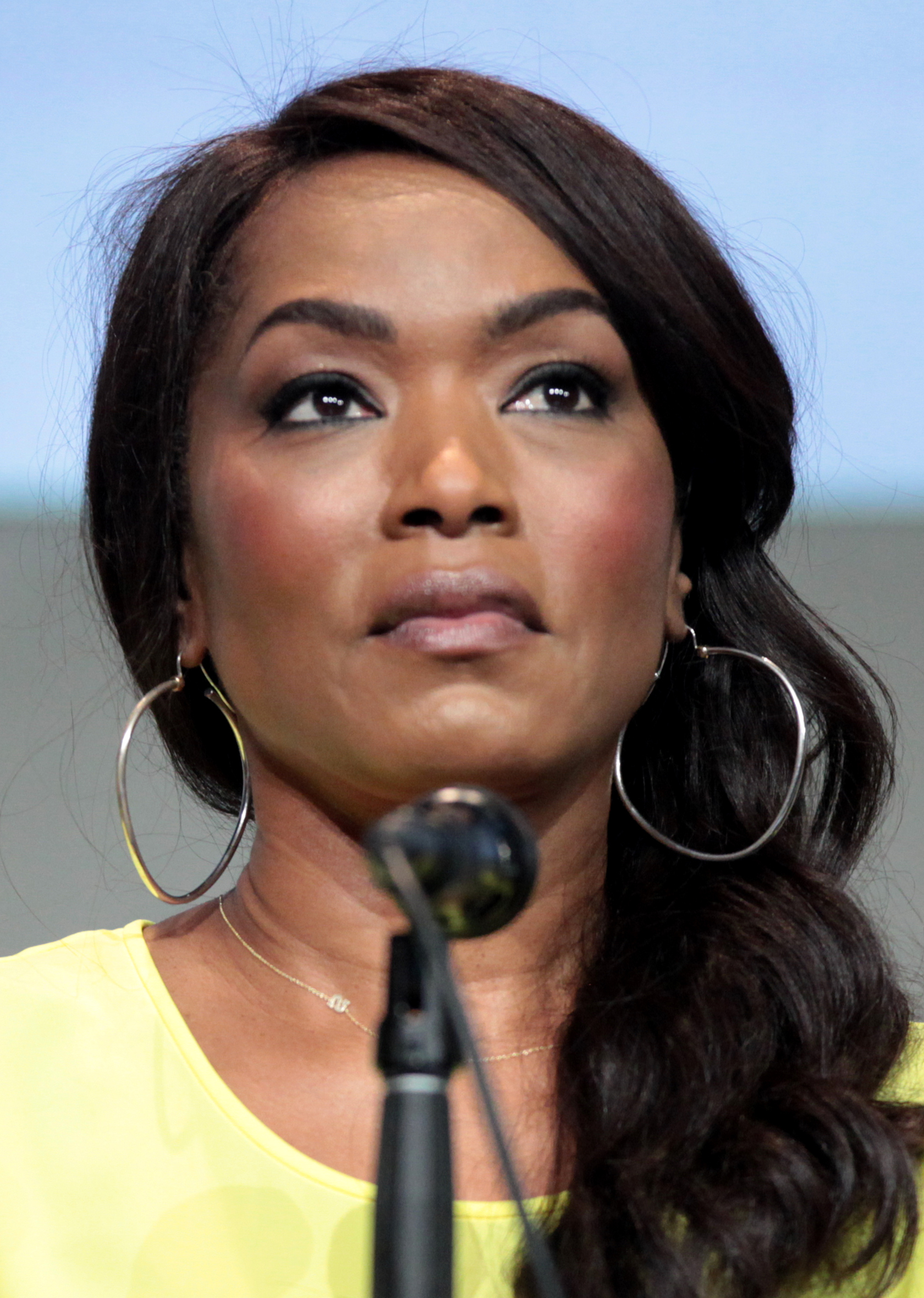
Angela Bassett dans le rôle de Marie Laveau

### Invités
- Lesley Fera (VF : Cléo Anton) : Une agente de la Coopérative (épisode 1)
- Dina Meyer (VF : Laura Blanc) : Nora Campbell (épisode 1)
- Travis Shuldt : Mr. Campbell (épisode 1)
- John Getz (VF : Thierry Walker) : Mr. St. Pierre Vanderbilt (épisodes 1 et 5)
- Troy Winbush : Un journaliste (épisode 1)
- Sean Baklemore : Un agent de la Coopérative (épisode 1)
- Chad James Buchanan : Stu (épisode 1)
- Seri DeYoung : grise exécutée (épisode 1)
- Riley Schmidt : L'homme en latex (épisode 2)
- Shaun Ross : Albinos n°2 / Albinos n°3 (épisodes 4 et 7)
- Wayne Père : Mr. Kingery (épisode 5)
- Sarah Finely : Candy (épisode 5)
- Mena Suvari (VF : Valérie Nosrée) : Elizabeth Short (épisode 6)
- Celia Finkelstein : Gladys (épisode 6)
- Sam Kinsey : Beauregard Langdon (épisode 6)
- Irene Roseen : Molly O'Hara (épisode 6)
- Raina Matheson : Rose Langdon (épisode 6)
- Carlo Rota (VF : Gilles Morvan) : Anton LaVey (épisodes 6, 8 et 10)
- Lauren Stamile : l'épouse (épisode 7)
- Kevin Foster (VF : Fabien Albanese) : Le Père Noël meurtrier (épisode 7)
- Sandra Bernhard (VF : Catherine Lafond) : Hannah (épisode 8)
- Harriet Sansom Harris (VF : Élisabeth Wiener) : Madelyn (épisode 8)
- Dominic Burgess : Phil (épisode 8)
- Mark Ivanir : Nicolas II de Russie (épisode 9)
- Emilia Ares : Anastasia Nikolaïevna de Russie (épisode 9)
- Silvia Busuioc : Olga Nikolaïevna de Russie (épisode 9)
- Yevgeniy Kartashov : Iakov Iourovski (épisode 9)
- Nicholas Hodge : Devan Campbell (épisode 10)

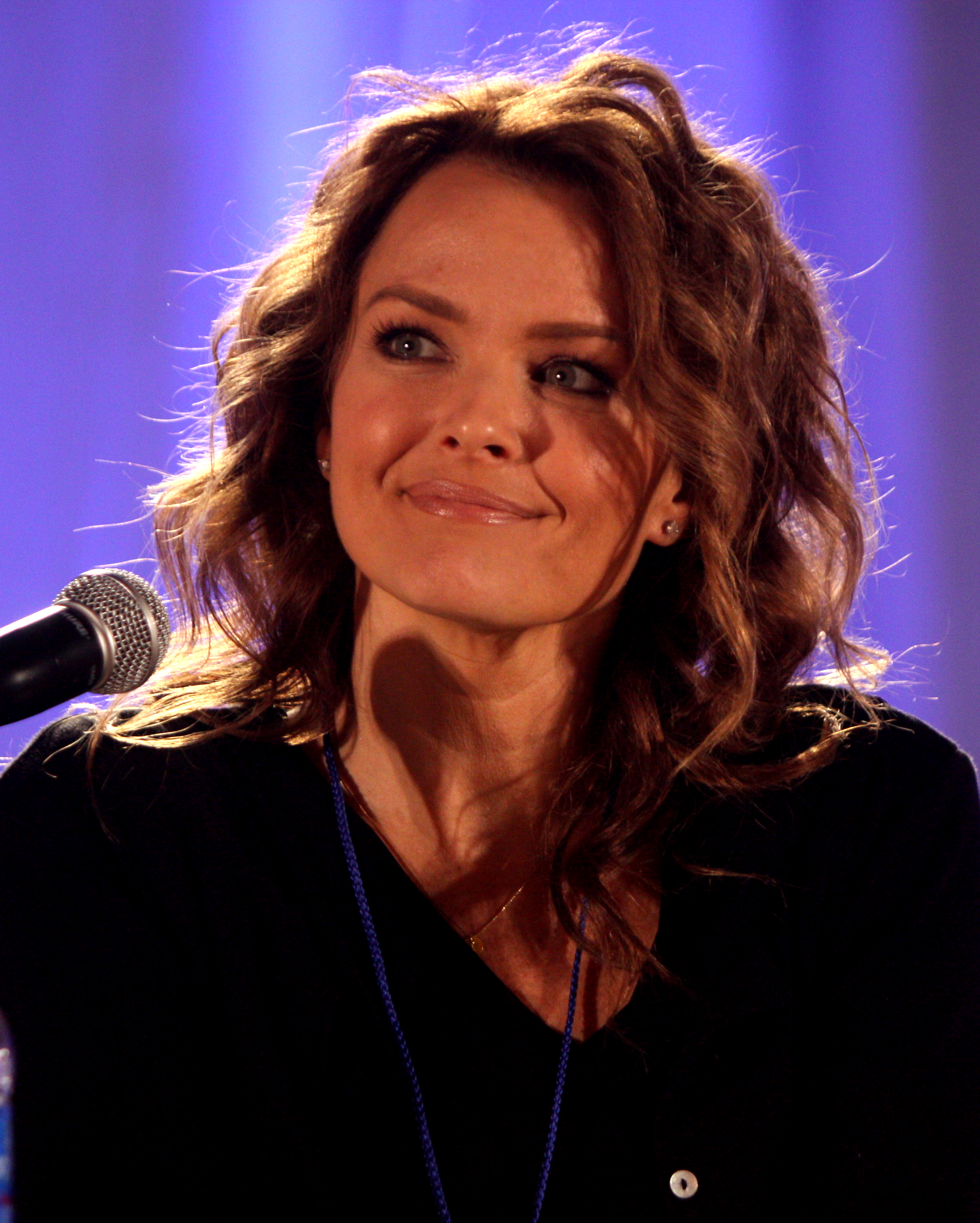
Dina Meyer dans le rôle de Nora Campbell
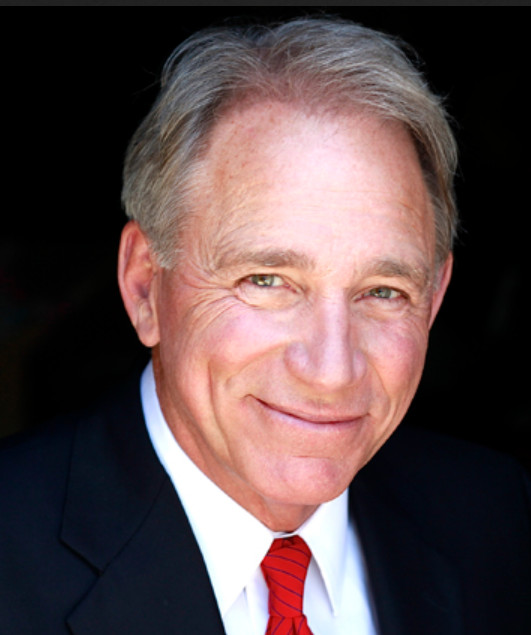
John Getz dans le rôle de Mr. St. Pierre Vanderbilt
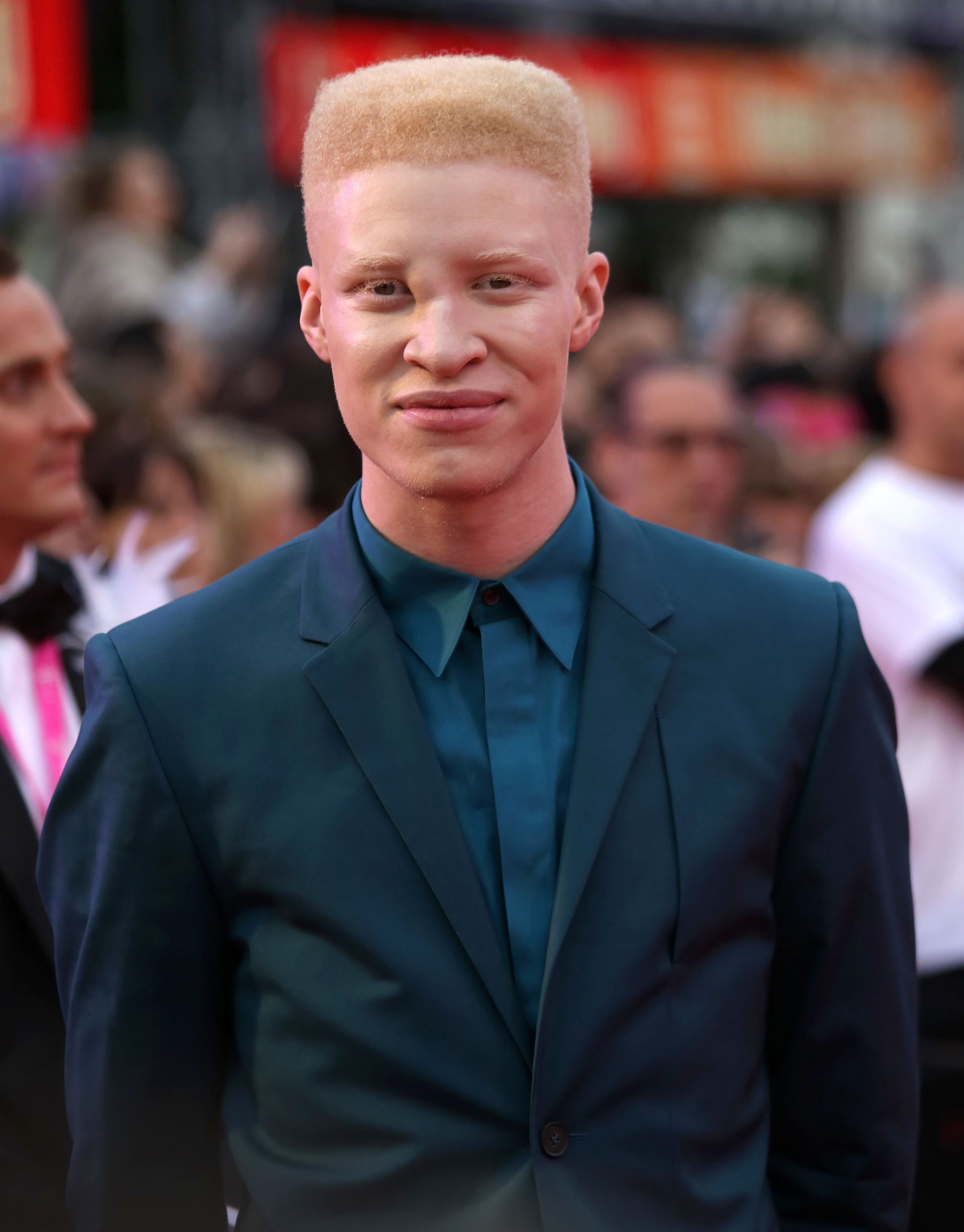
Shaun Ross dans les rôles de l'Albinos n°2 et n°3
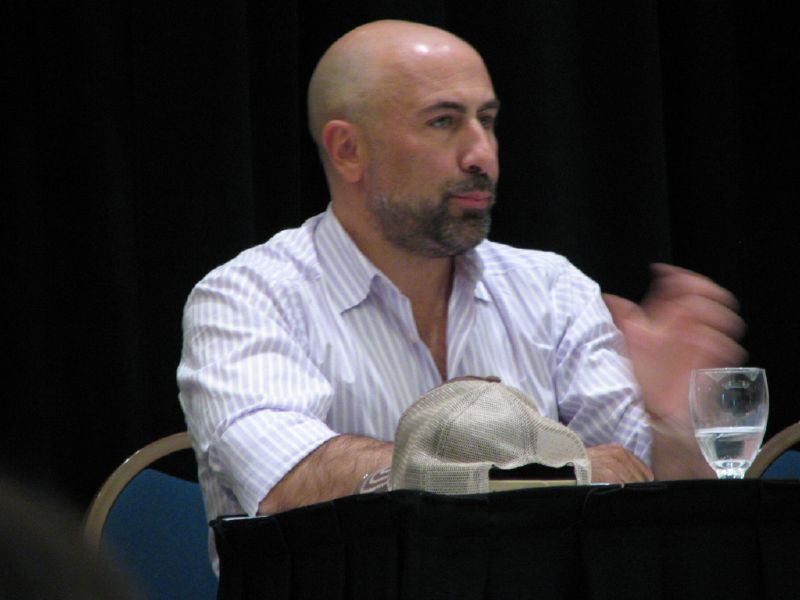
Carlo Rota dans le rôle d'Anton LaVey
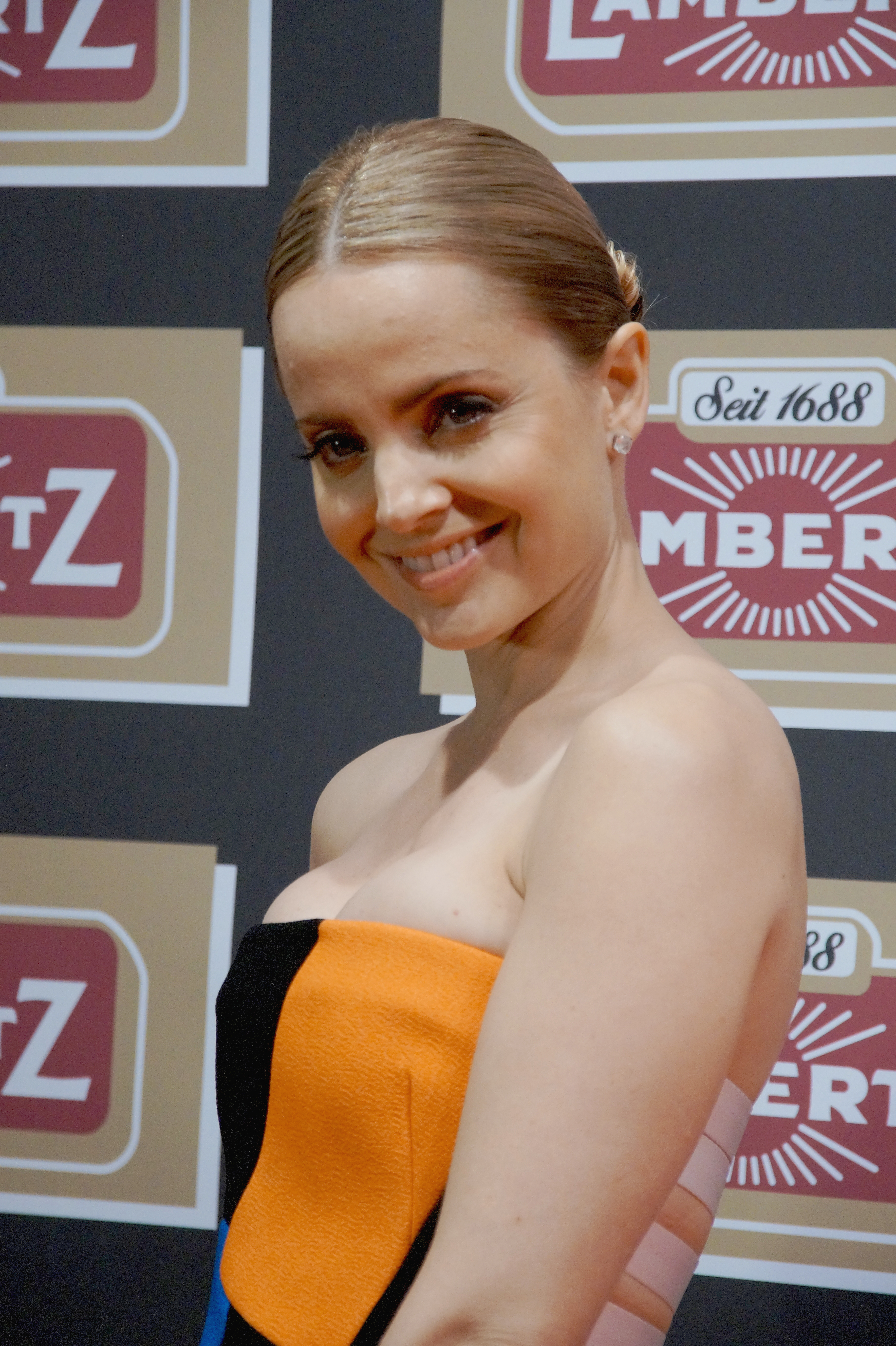
Mena Suvari dans le rôle d'Elizabeth Short
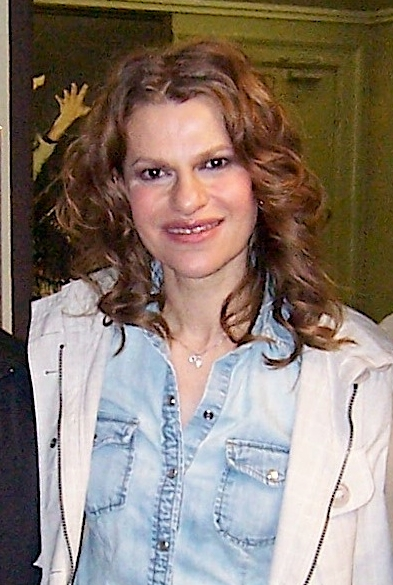
Sandra Bernhard dans le rôle d'Hannah

## Développement

### Conception
La série est renouvelée pour deux nouvelles saisons le 4 octobre 2016, à savoir Cult et Apocalypse.
Le 12 janvier 2017, la série a été renouvelée pour une huitième saison diffusée en 2018. Le 5 janvier 2018, le créateur de la série et producteur exécutif Ryan Murphy a annoncé que la saison se déroulerait dans le futur. Le 6 avril 2018, il a été révélé que la huitième saison sera fixée à 18 mois dans le futur, en octobre 2019, et présentera un ton Asylum et Coven. Le 14 juin 2018, Ryan Murphy annonce via un tweet que la saison 8 sera finalement le crossover attendu entre Murder House et Coven. Le titre de la saison, Apocalypse, est révélé le 20 juillet pendant la Comic-Con de San Diego. Murphy révèle au fur et à mesure du mois d'août le casting, comprenant de nombreux acteurs reprenant leur rôle des saisons précédentes. 

### Distribution des rôles
Le 1er octobre 2017, il a été annoncé que Sarah Paulson sera de retour pour la huitième saison et incarnera une femme juive portant des prothèses dentaires. Le 20 mars 2018, il a été annoncé que Kathy Bates et Evan Peters mèneraient la saison avec Sarah Paulson. Le 4 avril 2018, il a été annoncé que l'actrice britannique Joan Collins avait rejoint la distribution comme la grand-mère du personnage d'Evan Peters.
Les acteurs de la saison précédente, Cult, c'est -à-dire Adina Porter, Cheyenne Jackson, Billy Eichner, et Leslie Grossman, ont été aussi confirmés pour cette saison crossover. Le 18 mai 2018, il a été annoncé que l'actrice Billie Lourd sera de retour pour la huitième saison. Elle retrouvera Emma Roberts avec qui elle avait déjà joué dans l'autre série d'horreur Scream Queens de Ryan Murphy.
Le 17 juin 2018, Emma Roberts a révélé via une vidéo Instagram qu'elle reprendra son rôle de Madison Montgomery de Coven. Elle réintègre donc la distribution principale de la série après deux saisons d'absence (Hotel et Roanoke) et une apparition dans la saison précédente. Ryan Murphy a annoncé que les autres sorcières de Coven avaient toutes été invitées à les rejoindre. Ce même mois, Ryan Murphy a aussi déclaré qu'il a demandé à Anjelica Huston de joindre la distribution, tandis que Sarah Paulson a confirmé qu'elle reprendra son rôle de Cordelia Goode de la saison Coven.
Le 3 août, Sarah Paulson annonce le grand retour de Jessica Lange après 3 saisons d'absence lors du TCA Summer Tour de la chaîne FX ; elle y reprendra le rôle de Constance Langdon (saison 1) juste pour un épisode (épisode 6). Ryan Murphy a annoncé le même mois que Taissa Farmiga, Lily Rabe, Gabourey Sidibe et Frances Conroy feront leur grand retour également dans leur rôle de Zoé Benson, Misty Day, Queenie et Myrtle Snow de la saison Coven.
Le 23 août, il est annoncé que les acteurs Dylan McDermott et Connie Britton, acteurs principaux de la saison 1, Murder House, seront de retour dans leur rôle respectif du Dr. Ben Harmon et de Vivien Harmon en tant qu'invités spéciaux.

### Tournage
Le tournage a débuté le 4 juillet 2018.

### Promotion
Après la révélation du titre de la saison le 20 juillet 2018, le premier teaser est dévoilé le 6 août 2018 après beaucoup d'images publiées sur le compte Twitter de Murphy censées nous indiquer le thème de la saison. Des images ainsi que des vidéos sont publiées sur Facebook et Instagram. Plus d'une vingtaine de teasers ont vu le jour durant le mois d'août, présentant l'Antéchrist, la destruction de la Terre, d'étranges créatures, des hommes équipés de masque et de tenues anti-radiations ainsi que l'un des personnages interprété par Sarah Paulson, Venable. Le teaser de la bande annonce sort le 4 septembre 2018 et la bande annonce officielle est révélée le 5 septembre. L'un des spots publicitaires les plus diffusés montre Cordelia, Myrtle et Madison de Coven avançant dans le brouillard.

## Épisodes

### Épisode 1:La Fin du monde
- États-Unis /  Canada : 12 septembre 2018 sur FX / FX Canada
- France :
  - 14 septembre 2018 sur Canal+ Séries (en VOSTFr)
  - 7 février 2019 sur Canal+ (en VF)
  - 14 septembre 2019 sur Netflix
  - 13 juillet 2022 sur Disney+
- Québec : 3 mai 2021 sur AddikTV

- États-Unis : 3,08 millions de téléspectateurs[réf. souhaitée] (première diffusion)

- Dina Meyer : Nora Campbell
- Travis Shuldt : Mr. Campbell
- Zane Danton : Edward Campbell
- John Getz : Mr. St. Pierre Vanderbilt
- Juli Cuccia : Mme St. Pierre Vanderbilt
- Jeff Wolfe : le chauffeur de Coco
- Diana Tianaka : la servante Esmeralda
- Troy Winbush : un journaliste
- Sean Baklemore : un agent de la Coopérative
- Lesley Fera : une agente de la Coopérative
- Chad James Buchanan : Stu
- Aidan Bristow : gris exécuté
- Seri DeYoung : grise exécutée

Los Angeles, de nos jours. Coco St. Pierre Vanderbilt (Leslie Grossman), une jeune millionnaire voulant devenir une influenceuse sur Instagram, et Mallory (Billie Lourd), son assistante, s'échappent de la ville après que celle-ci ait été ciblée par des missiles nucléaires. À l'aéroport, où Coco retrouve son jet privé, arrivent Mr. Gallant, son coiffeur (Evan Peters), accompagné de sa grand-mère, Evie (Joan Collins). Coco les laisse monter et abandonne son mari, Brock (Billy Eichner). 40 minutes avant le bombardement, Timothy (Kyle Allen) est enlevé à sa famille par deux agents de la Coopérative. Ceux-ci l'enferment dans une cage et il y rejoint Emily (Ash Santos). Ils sont, deux semaines plus tard, accompagnés à l'avant garde 3, dirigé par Wilhemina Venable (Sarah Paulson) et Miriam Mead (Kathy Bates). Là-bas, ils y trouvent d'autres survivants, notamment Coco, Gallant, Evie et Mallory, mais aussi Dinah Stevens (Adina Porter). Les deux jeunes gens parviennent à vite s'intégrer, tandis que certains problèmes commencent à émerger : lors d'un dîner, Coco fait une crise à cause de la faim, soulignant que ce qu'elle vit ne vaut pas la place du ticket d'entrée, avant d'être calmée par Venable qui lui frappe la tête et qui lui explique qu'elle devrait s'estimer heureuse. En effet, elle annonce aux survivants que l'avant garde a subi une intrusion : un message porté par un pigeon voyageur a informé que tous les autres avant gardes avaient été détruits ou contaminés par les radiations, à l'exception de l'avant garde 3. Au même instant, Miriam et La Poigne informent Venable qu'un pic de radioactivité a été localisé dans la salle à manger. Tous les occupants sont soumis à un test de radiations. Gallant et Stu (Chad Buchanan) sont contrôlés positifs et sont conduits à la salle de torture où ils reçoivent un nettoyage intégral. Stu est toujours contaminé et Miriam le tue d'une balle dans la tête. 
18 mois plus tard

### Épisode 2:Le Jour d'après
- États-Unis /  Canada : 19 septembre 2018 sur FX / FX Canada
- France :
  - 21 septembre 2018 sur Canal+ Séries (en VOSTFr)
  - 7 février 2019 sur Canal+ (en VF)
  - 14 septembre 2019 sur Netflix
  - 13 juillet 2022 sur Disney+
- Québec : 10 mai 2021 sur AddikTV

- États-Unis : 2,21 millions de téléspectateurs (première diffusion)

- Aidan Bristow : gris exécuté
- Seri Deyoung : grise exécutée
- Navaris Darson : Morris
- Chris Ferro : Mario Vestri
- Jason Michael Snow : Walter
- Riley Schmidt : l'homme en latex

- L'épisode célèbre le retour du personnage du Rubber Man, présent dans la première saison, Murder House.
- Le titre français fait référence au film « Le jour d’après » sorti en 2004.

### Épisode 3:Le Fruit défendu
- États-Unis /  Canada : 26 septembre 2018 sur FX / FX Canada
- France :
  - 28 septembre 2018 sur Canal+ Séries (en VOSTFr)
  - 14 février 2019 sur Canal+ (en VF)
  - 14 septembre 2019 sur Netflix
  - 13 juillet 2022 sur Disney+
- Québec : 17 mai 2021 sur AddikTV

- États-Unis : 1,95 million de téléspectateurs (première diffusion)

- Camryn Cregger : Miriam à 9 ans
- Jason Foster : Bobby
- Greta Jung : Ashley
- Grayson Thorne Kilpatrick : Un enfant âgé
- Annabelle King : la femme gémissante
- Tuisdi Lane : Miriam à 15 ans
- Christopher Ross Martin : One-Eye
- Kate Volpe : la femme de maison
- James MacDonald : un mutant cannibale

### Épisode 4:Serait-ce… Satan?
- États-Unis /  Canada : 3 octobre 2018 sur FX / FX Canada
- France :
  - 5 octobre 2018 sur Canal+ Séries (en VOSTFr)
  - 14 février 2019 sur Canal+ (en VF)
  - 14 septembre 2019 sur Netflix
  - 13 juillet 2022 sur Disney+
- Québec : 24 mai 2021 sur AddikTV

- États-Unis : 2,02 millions de téléspectateurs (première diffusion)

- David Atkinson : le boucher
- Kai Caster : William Banks
- Nathan Hurd : albinos n°1
- Shaun Ross : albinos n°2
- Janell Winkler : cliente n°1
- Corey Clifford : cliente n°2
- Ryan Fisher : client n°3
- Guido Cocomelo : l'officier de police
- Tom Lommer : le patron de Madison

Dans une cuisine, avec un autel dédié à Lucifer, Michael se rappelle sa jeunesse en compagnie d'une femme, ici Miriam. Le jeune homme sent une forte présence dans l'avant-garde, malgré le fait que tout le monde devrait être mort. Myrtle Snow et Cordelia expliquent à Coco, Mallory et Dinah qu'elles leur ont jeté un sort d'identité, pour les protéger de l'apocalyse et qu'elles oublient qui elles sont. Dinah ne veut pas les joindre, étant une prêtresse vaudoue.
Trois ans avant le bombardement

### Épisode 5:Le Jeune Prodige
- États-Unis /  Canada : 10 octobre 2018 sur FX / FX Canada
- France :
  - 12 octobre 2018 sur Canal+ Séries (en VOSTFr)
  - 21 février 2019 sur Canal+ (en VF)
  - 14 septembre 2019 sur Netflix
  - 13 juillet 2022 sur Disney+
- Québec : 31 mai 2021 sur AddikTV

- États-Unis : 2,12 millions de téléspectateurs[réf. souhaitée] (première diffusion)

- Lily Rabe : Misty Day
- Stevie Nicks : elle même / La sorcière blanche
- John Getz : Mr. St. Pierre Vanderbilt
- Wayne Père : Mr. Kingery
- Sarah Finely : Candy
- Addie Chandler : Bobby
- Zachary Read : garçon
- Mia Vavassuer : fille

### Épisode 6:Retour dans la maison de l’horreur
- États-Unis /  Canada : 17 octobre 2018 sur FX / FX Canada
- France :
  - 19 octobre 2018 sur Canal+ Séries (en VOSTFr)
  - 21 février 2019 sur Canal+ (en VF)
  - 14 septembre 2019 sur Netflix
  - 13 juillet 2022 sur Disney+
- Québec : 7 juin 2021 sur AddikTV

- États-Unis : 2,01 millions de téléspectateurs (première diffusion)

- Jessica Lange : Constance Langdon
- Dylan McDermott : Dr Ben Harmon
- Connie Britton : Vivien Harmon
- Naomi Grossman : Samantha Crowe
- Mena Suvari : Elizabeth Short
- Carlo Rota : Anton LaVey
- John Duerler : l'agent immobilier
- Ocean Maturo : Michael bébé
- Asher Gian Starita : Michael à 3 ans
- Scarlett Fernandez : Angela Harvey
- Stacey Highsmith : Grace
- Jennifer Jalene : Elizabeth
- Celia Finkelstein : Gladys
- Sam Kinsey : Beauregard Langdon
- Irene Roseen : Molly O'Hara
- Raina Matheson : Rose Langdon
- Emily Mest : Casey
- Cassidy Naber : Margaret Harvey

### Épisode 7:Trahison
- États-Unis /  Canada : 24 octobre 2018 sur FX / FX Canada
- France :
  - 26 octobre 2018 sur Canal+ Séries (en VOSTFr)
  - 28 février 2019 sur Canal+ (en VF)
  - 14 septembre 2019 sur Netflix
  - 13 juillet 2022 sur Disney+
- Québec : 14 juin 2021 sur AddikTV

- États-Unis : 1,85 million de téléspectateurs (première diffusion)

- Lance Reddick : Papa Legba
- Jamie Brewer : Nan
- Lauren Stamile : l'épouse
- Robert Loftin : l'époux
- Marah Fairclough : la maîtresse
- Kevin Foster : le Père Noël meurtrier
- Tom Fitzpatrick : le grand-père
- Violet Hicks : Tilly
- John Venable : Larry
- Carrick O'Quinn : directeur assistant
- Josh Plasse : le serveur
- Nathan Hurd : albinos n°1
- Lahsoul The Pale Horse : albinos n°2
- Shaun Ross : albinos n°3
- Joe Lorenzo : Poignée

### Épisode 8:La Maison du Diable
- États-Unis /  Canada : 31 octobre 2018 sur FX / FX Canada
- France :
  - 2 novembre 2018 sur Canal+ Séries (en VOSTFr)
  - 28 février 2019 sur Canal+ (en VF)
  - 14 septembre 2019 sur Netflix
  - 13 juillet 2022 sur Disney+
- Québec : 21 juin 2021 sur AddikTV

- États-Unis : 1,63 million de téléspectateurs (première diffusion)

- Sandra Bernhard : Hannah
- Harriet Sansom Harris : Madelyn
- Dominic Burgess : Phil
- Alhan Bilal : Jamie
- Megan Davis : call girl
- Rachael Drummond : sataniste n°1
- Cole Stratton : sataniste n°2
- Roger Hewlett : l'homme à la porte
- Gloria Laino : personne âgée n°1
- Jim Deangelo : personne âgée n°2
- Kingston Foster : fille angélique
- Tice Proctor : garçon angélique
- Garrett Westton : l'ange
- Carlo Rota : Anton LaVey
- Lauren Mungo : Leticia
- J.T. Sherwood : Theodore

### Épisode 9:Le Règne du feu
- États-Unis /  Canada : 7 novembre 2018 sur FX / FX Canada
- France :
  - 9 novembre 2018 sur Canal+ Séries (en VOSTFr)
  - 7 mars 2019 sur Canal+ (en VF)
  - 14 septembre 2019 sur Netflix
  - 13 juillet 2022 sur Disney+
- Québec : 28 juin 2021 sur AddikTV

- États-Unis : 1,65 million de téléspectateurs (première diffusion)

- Mark Ivanir : Nicolas II de Russie
- Emilia Ares : Anastasia Nikolaïevna de Russie
- Silvia Busuioc : Olga Nikolaïevna de Russie
- Yevgeniy Kartashov : Iakov Iourovski

### Épisode 10:Apocalypse ce sera
- États-Unis /  Canada : 14 novembre 2018 sur FX / FX Canada
- France :
  - 16 novembre 2018 sur Canal+ Séries (en VOSTFr)
  - 7 mars 2019 sur Canal+ (en VF)
  - 14 septembre 2019 sur Netflix
  - 13 juillet 2022 sur Disney+
- Québec : 5 juillet 2021 sur AddikTV

- États-Unis : 1,83 million de téléspectateurs (première diffusion)

- Jessica Lange : Constance Langdon
- Angela Bassett : Marie Laveau
- Lily Rabe : Misty Day
- Jamie Brewer : Nan
- Carlo Rota : Anton LaVey
- Naomi Grossman : Samantha Crowe
- Nicholas Hodge : Devan Campbell

Myrtle se rend à la Silicon Valley et s'infiltre dans les laboratoires de Jeff et Mutt pour déterminer qui n'aura pas sa place dans l'un des avant-gardes. Menaçante, elle leur fait garantir que Coco et sa famille obtiendront des places. De retour au marais, elle et Cordelia jettent un sort d’identité sur Coco et Mallory. Plus tard, en ville, Madison, aperçoit une publicité pour le talk-show de Dinah. Cordelia avertit, elle et Myrtle, que se venger maintenant mettra Michael au courant de leur plan, mais assure qu'elles se vengeront.
2021
Cordelia, Myrtle et Madison survivent à l'apocalypse nucléaire en hibernant dans le marais près de la cabane de Misty. Après le réveil, elles se rendent à l’avant-poste 3 et ressuscitent Mallory, Coco et Dinah. Dinah affirme sa loyauté envers Michael, mais est surprise par le retour de son prédécesseur en tant que reine du vaudou, Marie Laveau (Angela Bassett), qui a été libérée de l'enfer par Papa Legba en échange de l'âme de Dinah, celle-ci étant la plus diabolique. Marie tue Dinah avec une machette et Cordelia jette un sort pour faire exploser Mead. Tandis que Michael est abasourdi, Madison s'arme du fusil incorporé de Mead et le tue. Avant que Michael ne puisse s'auto-ressusciter, les autres sorcières lui prennent une mèche de cheveux et emmènent Mallory dans un endroit sûr pour commencer le sortilège Tempus infinitum. Cependant, elle est poignardée par Brock. Myrtle brûle Brock, mais la chute de son corps distrait Madison assez longtemps pour que Michael lui explose la tête. Les sorcières tentent de lancer le sort, mais Mallory a perdu trop de sang. Coco et Marie meurent toutes les deux en essayant de repousser Michael, avant que Cordelia ne se rende compte qu'elle doit mourir : sa mort rendra Mallory Suprême, la rajeunissant et renforçant ses pouvoirs. Elle confronte Michael directement et se suicide en se poignardant, réveillant les pleins pouvoirs de Mallory et initiant le sortilège Tempus infinitum.
2015
La scène prend place lorsque Michael a assassiné un prêtre dans sa chambre. Constance parvient à l'expulser de la maison et, une fois dehors, celui-ci se fait écraser plusieurs fois par Mallory. Michael supplie Constance de l'amener à la maison de l'horreur afin qu'il puisse revenir comme un fantôme, mais elle le laisse mourir sur la route. Mallory arrive à l'Académie Robichaux et rencontre les autres sorcières, de leur point de vue pour la première fois. Myrtle Snow reste morte, l'absence d'Apocalypse n'ayant donné aucune raison à Cordelia de la ressusciter. Zoe continue d'enseigner tandis que Mallory épargne également la vie de Queenie en l'empêchant de se rendre à l'hôtel Cortez. Pour remercier Mallory d'avoir tué Michael, Nan, l'associée de Papa Legba, ressuscite Misty. Mallory précise que Madison est restée en enfer, même si celle-ci la ressuscite plus tard.
2020 et au-delà